# Liste der Auszeichnungen und Nominierungen von BTS

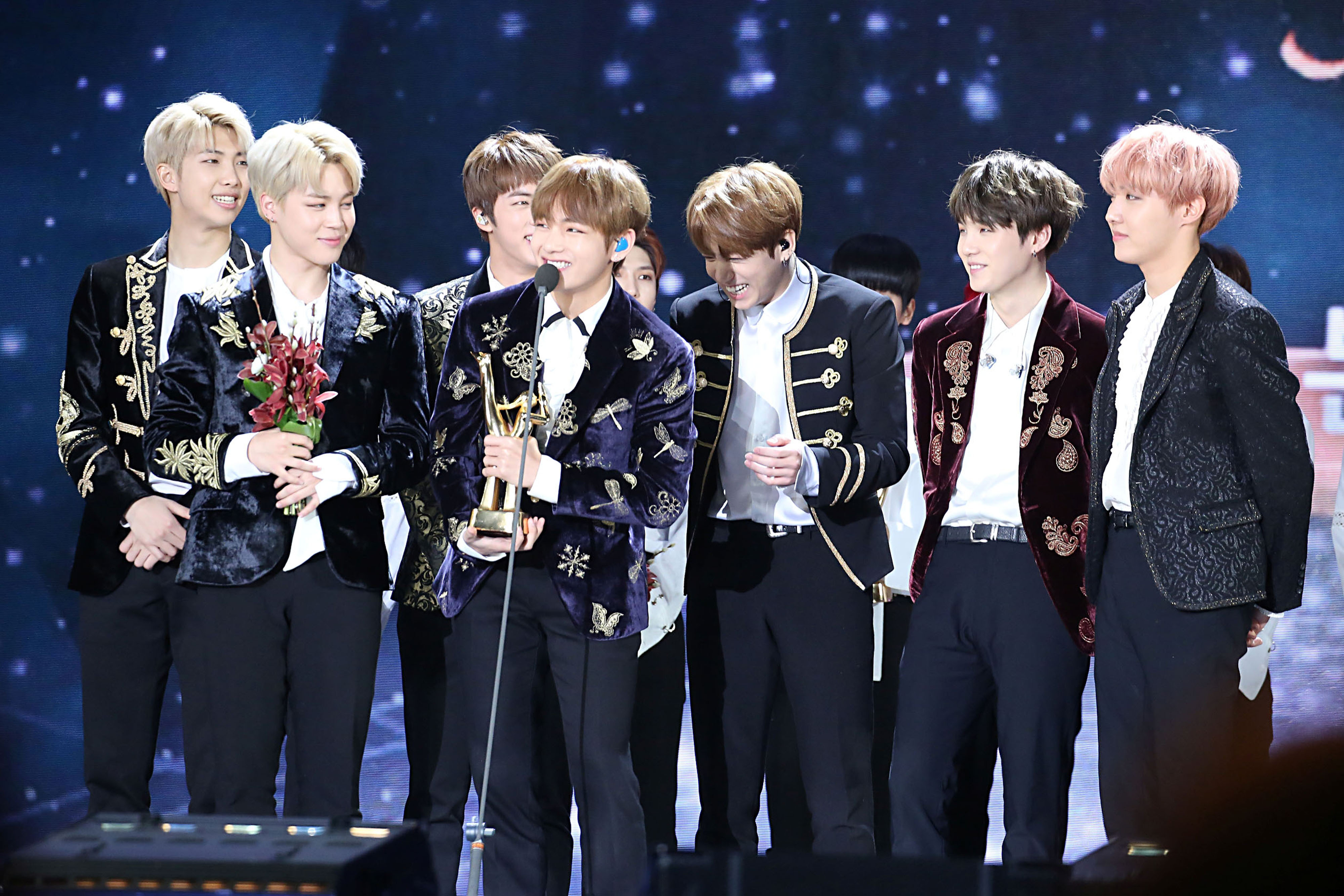
BTS bei den 31. Golden Disk Awards in Südkorea.

Dies ist eine Liste der Auszeichnungen und Nominierungen der siebenköpfigen südkoreanischen Boygroup BTS, die 2013 von Big Hit Entertainment gegründet wurde. BTS erhielt insgesamt 1030 Nominierungen und davon 909 Auszeichnungen, darunter 53 Mnet Asian Music Awards, 38 Melon Music Awards, 31 Japan Gold Disc Awards, 28 Golden Disc Awards, 27 Gaon Chart Music Awards, 23 Seoul Music Awards, 12 Asia Artist Awards, 7 Korean Music Awards, 9 American Music Awards, 12 Billboard Music Awards, 9 MTV Video Music Awards und 14 MTV Europe Music Awards. Darüber hinaus war BTS 74-mal auf Platz eins in den Musik-Shows und 5-mal für einen Grammy nominiert.
| Kategorie | Gesamt  |
| --------- | ------- |
| Gewonnen  | 911     |
| Nominiert | 1034    |
| Daesang   | 74 (+1) |

## Auszeichnungen und Nominierungen
| Preisverleihung                           | Jahr | Kategorie                                              | Ergebnis    | Empfänger                                                                           | Ref.            |
| ----------------------------------------- | ---- | ------------------------------------------------------ | ----------- | ----------------------------------------------------------------------------------- | --------------- |
| American Music Awards                     | 2018 | Favorite Social Artist                                 | Gewonnen    | BTS                                                                                 | [ 1 ]           |
| American Music Awards                     | 2019 | Favorite Duo or Group Pop/Rock                         | Gewonnen    | BTS                                                                                 | [ 2 ]           |
| American Music Awards                     | 2019 | Favorite Social Artist                                 | Gewonnen    | BTS                                                                                 | [ 2 ]           |
| American Music Awards                     | 2019 | Tour of the Year                                       | Gewonnen    | BTS                                                                                 | [ 2 ]           |
| American Music Awards                     | 2020 | Favorite Duo or Group – Pop/Rock                       | Gewonnen    | BTS                                                                                 | [ 3 ]           |
| American Music Awards                     | 2020 | Favorite Social Artist                                 | Gewonnen    | BTS                                                                                 | [ 3 ]           |
| American Music Awards                     | 2021 | Artist of the Year                                     | Gewonnen    | BTS                                                                                 | [ 4 ]           |
| American Music Awards                     | 2021 | Favorite Pop Duo or Group                              | Gewonnen    | BTS                                                                                 | [ 4 ]           |
| American Music Awards                     | 2021 | Favorite Pop Song                                      | Gewonnen    | Butter                                                                              | [ 4 ]           |
| Anugerah Bintang Popular Berita Harian    | 2019 | Popular Korean Artist                                  | Gewonnen    | BTS                                                                                 | [ 5 ]           |
| APAN Music Awards                         | 2020 | APAN Top 10 (Bonsang)                                  | Gewonnen    | BTS                                                                                 | [ 6 ]           |
| APAN Music Awards                         | 2020 | Best Group – Male (Domestic)                           | Gewonnen    | BTS                                                                                 | [ 6 ]           |
| APAN Music Awards                         | 2020 | No. 1 Achievement (Daesang)                            | Gewonnen    | BTS                                                                                 | [ 7 ]           |
| APAN Music Awards                         | 2020 | Best Group – Male (Global)                             | Nominiert   | BTS                                                                                 | [ 8 ]           |
| APAN Music Awards                         | 2020 | Best Icon                                              | Nominiert   | BTS                                                                                 | [ 9 ]           |
| APAN Music Awards                         | 2020 | Best Music Video                                       | Nominiert   | BTS                                                                                 | [ 9 ]           |
| APAN Music Awards                         | 2020 | Best Performance                                       | Nominiert   | BTS                                                                                 | [ 10 ]          |
| APAN Music Awards                         | 2020 | KT Seezn Star Award – Singer                           | Nominiert   | BTS                                                                                 | [ 11 ]          |
| Asia Artist Awards                        | 2016 | Best Artist Award – Music                              | Gewonnen    | BTS                                                                                 | [ 12 ]          |
| Asia Artist Awards                        | 2016 | Best Icon Award – Music                                | Gewonnen    | BTS                                                                                 | [ 12 ]          |
| Asia Artist Awards                        | 2016 | Popularity Award – Music                               | Nominiert   | BTS                                                                                 | [ 13 ]          |
| Asia Artist Awards                        | 2017 | Popularity Award – Music                               | Nominiert   | BTS                                                                                 | [ 14 ]          |
| Asia Artist Awards                        | 2018 | Artist of the Year – Music                             | Gewonnen    | BTS                                                                                 | [ 15 ]          |
| Asia Artist Awards                        | 2018 | Daesang Award – Music                                  | Gewonnen    | BTS                                                                                 | [ 15 ]          |
| Asia Artist Awards                        | 2018 | Fabulous Award – Music                                 | Gewonnen    | BTS                                                                                 | [ 15 ]          |
| Asia Artist Awards                        | 2018 | Korean Tourism Appreciation Award                      | Gewonnen    | BTS                                                                                 | [ 15 ]          |
| Asia Artist Awards                        | 2018 | Popularity Award – Music                               | Gewonnen    | BTS                                                                                 | [ 15 ]          |
| Asia Artist Awards                        | 2019 | AAA X Dongnam Media & FPT Polytechnic Popularity Award | Nominiert   | BTS                                                                                 | [ 16 ]          |
| Asia Artist Awards                        | 2019 | Popularity Award – Music                               | Shortlisted | BTS                                                                                 | [ 17 ]          |
| Asia Artist Awards                        | 2020 | Popularity Award – Singer (Male)                       | Gewonnen    | BTS                                                                                 | [ 18 ]          |
| Asia Artist Awards                        | 2020 | Best of Best Popularity Award                          | Gewonnen    | BTS                                                                                 | [ 18 ]          |
| Asia Artist Awards                        | 2020 | Song of the Year                                       | Gewonnen    | Dynamite                                                                            | [ 18 ]          |
| Asia Artist Awards                        | 2021 | Song of the Year                                       | Gewonnen    | Butter                                                                              | [ 19 ]          |
| Asia Artist Awards                        | 2021 | U+IdolLive Popularity Award – Male Group               | Gewonnen    | BTS                                                                                 | [ 19 ]          |
| Asia Artist Awards                        | 2021 | AAA Japan Popularity Award – Idol Group (Male)         | Nominiert   | BTS                                                                                 | [ 20 ]          |
| The Asian Awards                          | 2018 | Outstanding Achievement in Music                       | Gewonnen    | BTS                                                                                 | [ 21 ]          |
| Bandung Music Awards                      | 2022 | Most Popular K-Pop                                     | Gewonnen    | Permission to Dance                                                                 |                 |
| BBC Radio1 Teen Awards                    | 2018 | Best International Group                               | Gewonnen    | BTS                                                                                 | [ 22 ]          |
| BBC Radio1 Teen Awards                    | 2018 | Social Media Star                                      | Gewonnen    | BTS                                                                                 | [ 22 ]          |
| Billboard Music Awards                    | 2017 | Top Social Artist                                      | Gewonnen    | BTS                                                                                 | [ 23 ]          |
| Billboard Music Awards                    | 2018 | Top Social Artist                                      | Gewonnen    | BTS                                                                                 | [ 24 ]          |
| Billboard Music Awards                    | 2019 | Top Duo/Group                                          | Gewonnen    | BTS                                                                                 | [ 25 ]          |
| Billboard Music Awards                    | 2019 | Top Social Artist                                      | Gewonnen    | BTS                                                                                 | [ 26 ]          |
| Billboard Music Awards                    | 2020 | Top Social Artist                                      | Gewonnen    | BTS                                                                                 | [ 27 ]          |
| Billboard Music Awards                    | 2020 | Top Duo/Group                                          | Nominiert   | BTS                                                                                 | [ 28 ]          |
| Billboard Music Awards                    | 2021 | Top Duo/Group                                          | Gewonnen    | BTS                                                                                 | [ 29 ]          |
| Billboard Music Awards                    | 2021 | Top Selling Song                                       | Gewonnen    | Dynamite                                                                            | [ 29 ]          |
| Billboard Music Awards                    | 2021 | Top Social Artist                                      | Gewonnen    | BTS                                                                                 | [ 29 ]          |
| Billboard Music Awards                    | 2021 | Top Song Sales Artist                                  | Gewonnen    | BTS                                                                                 | [ 29 ]          |
| Billboard Music Awards                    | 2022 | Top Duo/Group                                          | Gewonnen    | BTS                                                                                 | [ 30 ]          |
| Billboard Music Awards                    | 2022 | Top Selling Song                                       | Gewonnen    | Butter                                                                              | [ 30 ]          |
| Billboard Music Awards                    | 2022 | Top Selling Song                                       | Nominiert   | Permission to Dance                                                                 | [ 30 ]          |
| Billboard Music Awards                    | 2022 | Top Song Sales Artist                                  | Gewonnen    | BTS                                                                                 | [ 30 ]          |
| Billboard Music Awards                    | 2022 | Top Billboard Global (Excl. U.S.) Artist               | Nominiert   | BTS                                                                                 | [ 30 ]          |
| Billboard Music Awards                    | 2022 | Top Billboard Global (Excl. U.S.) Song                 | Nominiert   | Butter                                                                              | [ 30 ]          |
| Billboard Music Awards                    | 2022 | Top Rock Song                                          | Nominiert   | My Universe                                                                         | [ 30 ]          |
| Bousnid Awards                            | 2022 | Group of the Year                                      | Gewonnen    | BTS                                                                                 |                 |
| BraVo Music Awards                        | 2019 | Group of the Year                                      | Gewonnen    | BTS                                                                                 | [ 31 ]          |
| Bravo Otto                                | 2019 | Best Group                                             | Gewonnen    | BTS                                                                                 |                 |
| Bravo Otto                                | 2020 | Best K-Pop (Silver)                                    | Gewonnen    | BTS                                                                                 |                 |
| Bravo Otto                                | 2021 | Best K-Pop                                             | Gewonnen    | BTS                                                                                 |                 |
| Bravo Otto                                | 2022 | Best Duo/Group                                         | Gewonnen    | BTS                                                                                 |                 |
| BreakTudo Awards                          | 2017 | Best Fandom                                            | Gewonnen    | BTS                                                                                 | [ 32 ]          |
| BreakTudo Awards                          | 2017 | Best International Group                               | Gewonnen    | BTS                                                                                 | [ 32 ]          |
| BreakTudo Awards                          | 2018 | Best Fandom                                            | Gewonnen    | BTS                                                                                 | [ 33 ]          |
| BreakTudo Awards                          | 2018 | Best International Group                               | Gewonnen    | BTS                                                                                 | [ 33 ]          |
| BreakTudo Awards                          | 2018 | Favorite K-Pop Group                                   | Gewonnen    | BTS                                                                                 | [ 33 ]          |
| BreakTudo Awards                          | 2018 | K-pop Male Group                                       | Gewonnen    | BTS                                                                                 | [ 33 ]          |
| BreakTudo Awards                          | 2019 | Best International Fandom                              | Gewonnen    | BTS                                                                                 | [ 34 ]          |
| BreakTudo Awards                          | 2019 | Best International Group                               | Gewonnen    | BTS                                                                                 | [ 34 ]          |
| BreakTudo Awards                          | 2019 | Boom Video of the Year                                 | Nominiert   | Boy with Luv                                                                        | [ 35 ]          |
| BreakTudo Awards                          | 2019 | K-pop Male Group                                       | Nominiert   | BTS                                                                                 | [ 35 ]          |
| BreakTudo Awards                          | 2020 | International Fandom                                   | Nominiert   | BTS                                                                                 | [ 36 ]          |
| BreakTudo Awards                          | 2020 | International Group                                    | Nominiert   | BTS                                                                                 | [ 36 ]          |
| BreakTudo Awards                          | 2020 | International Music Video                              | Nominiert   | Stay Gold                                                                           | [ 36 ]          |
| BreakTudo Awards                          | 2020 | K-pop Male Group                                       | Nominiert   | BTS                                                                                 | [ 36 ]          |
| BreakTudo Awards                          | 2021 | International Hit                                      | Gewonnen    | Butter                                                                              | [ 37 ]          |
| BreakTudo Awards                          | 2021 | International Fandom                                   | Nominiert   | BTS                                                                                 | [ 37 ]          |
| BreakTudo Awards                          | 2021 | International Group                                    | Nominiert   | BTS                                                                                 | [ 37 ]          |
| BreakTudo Awards                          | 2021 | International Music Video                              | Nominiert   | Dynamite                                                                            | [ 37 ]          |
| BreakTudo Awards                          | 2021 | K-pop Male Group                                       | Nominiert   | BTS                                                                                 | [ 37 ]          |
| Brit Awards                               | 2021 | International Group                                    | Nominiert   | BTS                                                                                 | [ 38 ]          |
| Brit Awards                               | 2022 | International Group                                    | Nominiert   | BTS                                                                                 | [ 39 ]          |
| E! People's Choice Awards                 | 2018 | Group of the Year                                      | Gewonnen    | BTS                                                                                 | [ 40 ]          |
| E! People's Choice Awards                 | 2018 | Music Video of the Year                                | Gewonnen    | Idol                                                                                | [ 40 ]          |
| E! People's Choice Awards                 | 2018 | Social Celebrity of the Year                           | Gewonnen    | BTS                                                                                 | [ 40 ]          |
| E! People's Choice Awards                 | 2018 | Song of the Year                                       | Gewonnen    | Idol                                                                                | [ 40 ]          |
| E! People's Choice Awards                 | 2019 | The Concert Tour of 2019                               | Nominiert   | Love Yourself: Speak Yourself                                                       | [ 41 ]          |
| E! People's Choice Awards                 | 2019 | The Group of 2019                                      | Nominiert   | BTS                                                                                 | [ 41 ]          |
| E! People's Choice Awards                 | 2019 | The Music Video of 2019                                | Nominiert   | Boy with Luv                                                                        | [ 41 ]          |
| E! People's Choice Awards                 | 2020 | The Album of 2020                                      | Gewonnen    | Map of the Soul: 7                                                                  | [ 42 ]          |
| E! People's Choice Awards                 | 2020 | The Group of 2020                                      | Gewonnen    | BTS                                                                                 | [ 42 ]          |
| E! People's Choice Awards                 | 2020 | The Music Video of 2020                                | Gewonnen    | Dynamite                                                                            | [ 42 ]          |
| E! People's Choice Awards                 | 2020 | The Song of 2020                                       | Gewonnen    | Dynamite                                                                            | [ 42 ]          |
| E! People's Choice Awards                 | 2021 | The Group of 2021                                      | Gewonnen    | BTS                                                                                 | [ 43 ]          |
| E! People's Choice Awards                 | 2021 | The Music Video of 2021                                | Gewonnen    | Butter                                                                              | [ 43 ]          |
| E! People's Choice Awards                 | 2021 | The Song of 2021                                       | Gewonnen    | Butter                                                                              | [ 43 ]          |
| E! People's Choice Awards                 | 2021 | The Music Video of 2021                                | Nominiert   | My Universe (with Coldplay)                                                         | [ 44 ]          |
| Edaily Culture Awards                     | 2019 | Best Concert (Concert Category)                        | Gewonnen    | Love Yourself World Tour                                                            | [ 45 ]          |
| Edaily Culture Awards                     | 2019 | Grand Prize                                            | Gewonnen    | BTS                                                                                 | [ 45 ]          |
| The Fact Music Awards                     | 2019 | Artist of the Year                                     | Gewonnen    | BTS                                                                                 | [ 46 ]          |
| The Fact Music Awards                     | 2019 | Best Album                                             | Gewonnen    | Love Yourself: Answer                                                               | [ 46 ]          |
| The Fact Music Awards                     | 2019 | Daesang Award                                          | Gewonnen    | BTS                                                                                 | [ 46 ]          |
| The Fact Music Awards                     | 2019 | Idol Live Popularity Award                             | Gewonnen    | BTS                                                                                 | [ 46 ]          |
| The Fact Music Awards                     | 2019 | Fan N Star Choice Artist Award                         | Nominiert   | BTS                                                                                 | [ 47 ]          |
| The Fact Music Awards                     | 2020 | Artist of the Year                                     | Gewonnen    | BTS                                                                                 | [ 48 ]          |
| The Fact Music Awards                     | 2020 | Daesang Award                                          | Gewonnen    | BTS                                                                                 | [ 48 ]          |
| The Fact Music Awards                     | 2020 | Listeners's Choice Award                               | Gewonnen    | BTS                                                                                 | [ 48 ]          |
| The Fact Music Awards                     | 2020 | TMA Popularity Award                                   | Gewonnen    | BTS                                                                                 | [ 48 ]          |
| The Fact Music Awards                     | 2020 | Fan N Star Artist Award                                | Nominiert   | BTS                                                                                 | [ 49 ]          |
| The Fact Music Awards                     | 2020 | Daesang Award                                          | Gewonnen    | BTS                                                                                 | [ 50 ]          |
| The Fact Music Awards                     | 2020 | Listener's Choice Award                                | Gewonnen    | BTS                                                                                 | [ 50 ]          |
| The Fact Music Awards                     | 2020 | Worldwide Icon Award                                   | Gewonnen    | BTS                                                                                 | [ 50 ]          |
| The Fact Music Awards                     | 2020 | Year's Artist Award                                    | Gewonnen    | BTS                                                                                 | [ 50 ]          |
| The Fact Music Awards                     | 2020 | Fan N Star Choice Award                                | Nominiert   | BTS                                                                                 | [ 51 ]          |
| The Fact Music Awards                     | 2020 | TMA Popularity Award                                   | Nominiert   | BTS                                                                                 | [ 51 ]          |
| The Fact Music Awards                     | 2021 | Artist of the Year                                     | Gewonnen    | BTS                                                                                 | [ 52 ]          |
| The Fact Music Awards                     | 2021 | Daesang Award                                          | Gewonnen    | BTS                                                                                 | [ 52 ]          |
| The Fact Music Awards                     | 2021 | Fan N Star Most Voted Artist                           | Gewonnen    | BTS                                                                                 | [ 52 ]          |
| The Fact Music Awards                     | 2021 | Listener's Choice Award                                | Gewonnen    | BTS                                                                                 | [ 52 ]          |
| The Fact Music Awards                     | 2021 | U+Idol Live Popularity Award                           | Gewonnen    | BTS                                                                                 | [ 52 ]          |
| The Fact Music Awards                     | 2021 | Best ADs Award                                         | Nominiert   | BTS                                                                                 | [ 53 ]          |
| The Fact Music Awards                     | 2021 | Fan N Star Choice – Artist                             | Nominiert   | BTS                                                                                 | [ 53 ]          |
| The Fact Music Awards                     | 2022 | Daesang Award                                          | Gewonnen    |                                                                                     | [ 54 ]          |
| The Fact Music Awards                     | 2022 | Idol + Popularity Award                                | Gewonnen    |                                                                                     | [ 54 ]          |
| The Fact Music Awards                     | 2022 | Fan N Star Choice (Gruppe)                             | Gewonnen    |                                                                                     | [ 54 ]          |
| The Fact Music Awards                     | 2022 | Artist of the Year                                     | Gewonnen    |                                                                                     | [ 54 ]          |
| The Fact Music Awards                     | 2022 | Fan N Star Most Voted (Gruppe)                         | Gewonnen    |                                                                                     | [ 54 ]          |
| The Fact Music Awards                     | 2023 | Fan N Star Choice Award (Gruppe)                       | Gewonnen    |                                                                                     | [ 55 ]          |
| The Fact Music Awards                     | 2023 | Best Music Summer                                      | Gewonnen    |                                                                                     | [ 55 ]          |
| The Fact Music Awards                     | 2023 | Fan N Star Most Voted                                  | Gewonnen    |                                                                                     | [ 55 ]          |
| Gaffa-Prisen                              | 2019 | Best International Album                               | Gewonnen    | Love Yourself: Answer                                                               | [ 56 ]          |
| Gaffa-Prisen                              | 2019 | Best International Band                                | Gewonnen    | BTS                                                                                 | [ 56 ]          |
| Gaffa-Prisen                              | 2019 | Best New International Name                            | Nominiert   | BTS                                                                                 | [ 57 ]          |
| Gaffa-Prisen                              | 2021 | Best International Album                               | Gewonnen    | Map of the Soul: 7                                                                  | [ 58 ]          |
| Gaffa-Prisen                              | 2021 | Best International Band                                | Gewonnen    | BTS                                                                                 | [ 58 ]          |
| Gaon Chart Music Awards                   | 2014 | Best New Artist (Male Group)                           | Gewonnen    | BTS                                                                                 | [ 59 ]          |
| Gaon Chart Music Awards                   | 2015 | World Rookie Award                                     | Gewonnen    | BTS                                                                                 | [ 59 ]          |
| Gaon Chart Music Awards                   | 2016 | K-Pop World Hallyu Star Award                          | Gewonnen    | BTS                                                                                 | [ 59 ]          |
| Gaon Chart Music Awards                   | 2016 | Album of the Year – 2nd Quarter                        | Nominiert   | The Most Beautiful Moment in Life, Pt. 1                                            | [ 60 ]          |
| Gaon Chart Music Awards                   | 2016 | Album of the Year – 4th Quarter                        | Nominiert   | The Most Beautiful Moment in Life, Pt. 2                                            | [ 60 ]          |
| Gaon Chart Music Awards                   | 2017 | Album of the Year – 4th Quarter                        | Gewonnen    | Wings                                                                               | [ 59 ]          |
| Gaon Chart Music Awards                   | 2017 | V Live Global Popularity Award                         | Gewonnen    | BTS                                                                                 | [ 59 ]          |
| Gaon Chart Music Awards                   | 2017 | Album of the Year – 2nd Quarter                        | Nominiert   | The Most Beautiful Moment in Life: Young Forever                                    | [ 61 ]          |
| Gaon Chart Music Awards                   | 2017 | Song of the Year – October                             | Nominiert   | Blood Sweat & Tears                                                                 | [ 62 ]          |
| Gaon Chart Music Awards                   | 2018 | Album of the Year – 1st Quarter                        | Gewonnen    | You Never Walk Alone                                                                | [ 59 ]          |
| Gaon Chart Music Awards                   | 2018 | Album of the Year – 3rd Quarter                        | Gewonnen    | Love Yourself: Her                                                                  | [ 59 ]          |
| Gaon Chart Music Awards                   | 2018 | Song of the Year – February                            | Nominiert   | Spring Day                                                                          | [ 63 ]          |
| Gaon Chart Music Awards                   | 2018 | Song of the Year – September                           | Nominiert   | DNA                                                                                 | [ 63 ]          |
| Gaon Chart Music Awards                   | 2019 | Album of the Year – 2nd Quarter                        | Gewonnen    | Love Yourself: Tear                                                                 | [ 64 ]          |
| Gaon Chart Music Awards                   | 2019 | Album of the Year – 3rd Quarter                        | Gewonnen    | Love Yourself: Answer                                                               | [ 64 ]          |
| Gaon Chart Music Awards                   | 2019 | K-pop Contribution Award                               | Gewonnen    | BTS                                                                                 | [ 65 ]          |
| Gaon Chart Music Awards                   | 2019 | Song of the Year – May                                 | Nominiert   | Fake Love                                                                           | [ 66 ]          |
| Gaon Chart Music Awards                   | 2019 | Song of the Year – May                                 | Nominiert   | The Truth Untold                                                                    | [ 66 ]          |
| Gaon Chart Music Awards                   | 2019 | Song of the Year – August                              | Nominiert   | Idol                                                                                | [ 66 ]          |
| Gaon Chart Music Awards                   | 2020 | Album of the Year – 2nd Quarter                        | Gewonnen    | Map of the Soul: Persona                                                            | [ 67 ]          |
| Gaon Chart Music Awards                   | 2020 | Retail Album of the Year                               | Gewonnen    | Map of the Soul: Persona                                                            | [ 67 ]          |
| Gaon Chart Music Awards                   | 2020 | Social Hot Star of the Year                            | Gewonnen    | BTS                                                                                 | [ 67 ]          |
| Gaon Chart Music Awards                   | 2020 | Song of the Year – April                               | Nominiert   | Boy with Luv                                                                        | [ 68 ]          |
| Gaon Chart Music Awards                   | 2021 | Album of the Year – 1st Quarter                        | Gewonnen    | Map of the Soul: 7                                                                  | [ 69 ]          |
| Gaon Chart Music Awards                   | 2021 | Album of the Year – 4th Quarter                        | Gewonnen    | Be                                                                                  | [ 69 ]          |
| Gaon Chart Music Awards                   | 2021 | Retail Album of the Year                               | Gewonnen    | Map of the Soul: 7                                                                  | [ 69 ]          |
| Gaon Chart Music Awards                   | 2021 | Song of the Year – February                            | Gewonnen    | On                                                                                  | [ 69 ]          |
| Gaon Chart Music Awards                   | 2021 | Song of the Year – August                              | Gewonnen    | Dynamite                                                                            | [ 69 ]          |
| Gaon Chart Music Awards                   | 2021 | Song of the Year – November                            | Gewonnen    | Life Goes On                                                                        | [ 69 ]          |
| Gaon Chart Music Awards                   | 2021 | Mubeat Global Choice Award – Male                      | Nominiert   | BTS                                                                                 | [ 70 ]          |
| Gaon Chart Music Awards                   | 2021 | Song of the Year – January                             | Nominiert   | Black Swan                                                                          | [ 71 ]          |
| Gaon Chart Music Awards                   | 2021 | Song of the Year – February                            | Nominiert   | Filter                                                                              | [ 71 ]          |
| Gaon Chart Music Awards                   | 2021 | Song of the Year – February                            | Nominiert   | Friends                                                                             | [ 71 ]          |
| Gaon Chart Music Awards                   | 2021 | Song of the Year – February                            | Nominiert   | Zero O'Clock                                                                        | [ 71 ]          |
| Gaon Chart Music Awards                   | 2021 | Song of the Year – October                             | Nominiert   | Savage Love (Laxed – Siren Beat) (BTS remix)                                        | [ 72 ]          |
| Gaon Chart Music Awards                   | 2022 | Album of the Year – 3rd Quarter                        | Gewonnen    | Butter                                                                              | [ 73 ]          |
| Gaon Chart Music Awards                   | 2022 | Mubeat Global Choice Award – Male                      | Gewonnen    | BTS                                                                                 | [ 73 ]          |
| Gaon Chart Music Awards                   | 2022 | Music Steady Seller of the Year                        | Gewonnen    | Dynamite                                                                            | [ 73 ]          |
| Gaon Chart Music Awards                   | 2022 | Retail Album of the Year                               | Gewonnen    | Butter                                                                              | [ 73 ]          |
| Gaon Chart Music Awards                   | 2022 | Social Hot Star of the Year                            | Gewonnen    | BTS                                                                                 | [ 73 ]          |
| Gaon Chart Music Awards                   | 2022 | Song of the Year – May                                 | Gewonnen    | Butter                                                                              | [ 73 ]          |
| Gaon Chart Music Awards                   | 2022 | Song of the Year – July                                | Gewonnen    | Permission to Dance                                                                 | [ 73 ]          |
| Gaon Chart Music Awards                   | 2022 | Song of the Year – September                           | Gewonnen    | My Universe                                                                         | [ 73 ]          |
| Genie Music Awards                        | 2018 | Artist of the Year                                     | Gewonnen    | BTS                                                                                 | [ 74 ]          |
| Genie Music Awards                        | 2018 | Album of the Year (Digital)                            | Gewonnen    | Love Yourself: Answer                                                               | [ 74 ]          |
| Genie Music Awards                        | 2018 | Best Dance Performance (Male)                          | Gewonnen    | Idol                                                                                | [ 74 ]          |
| Genie Music Awards                        | 2018 | Best Music Video                                       | Gewonnen    | Idol                                                                                | [ 74 ]          |
| Genie Music Awards                        | 2018 | Best Fandom                                            | Gewonnen    | BTS                                                                                 | [ 74 ]          |
| Genie Music Awards                        | 2018 | Best Group (Male)                                      | Gewonnen    | BTS                                                                                 | [ 74 ]          |
| Genie Music Awards                        | 2018 | Best Style                                             | Gewonnen    | BTS                                                                                 | [ 74 ]          |
| Genie Music Awards                        | 2018 | Genie Music Popularity Award                           | Gewonnen    | BTS                                                                                 | [ 74 ]          |
| Genie Music Awards                        | 2018 | Idol Champ Global Popularity Award                     | Gewonnen    | BTS                                                                                 | [ 74 ]          |
| Genie Music Awards                        | 2018 | Best Rap/Hip Hop Performance                           | Nominiert   | Fake Love                                                                           | [ 75 ]          |
| Genie Music Awards                        | 2018 | Song of the Year                                       | Nominiert   | Fake Love                                                                           | [ 75 ]          |
| Genie Music Awards                        | 2018 | Song of the Year                                       | Nominiert   | Idol                                                                                | [ 75 ]          |
| Genie Music Awards                        | 2018 | Best-Selling Artist of the Year                        | Nominiert   | BTS                                                                                 | [ 75 ]          |
| Genie Music Awards                        | 2019 | Genie Music Popularity Award                           | Gewonnen    | BTS                                                                                 | [ 76 ]          |
| Genie Music Awards                        | 2019 | Global Popularity Award                                | Gewonnen    | BTS                                                                                 | [ 76 ]          |
| Genie Music Awards                        | 2019 | The Male Group                                         | Gewonnen    | BTS                                                                                 | [ 76 ]          |
| Genie Music Awards                        | 2019 | Performing Artist (Male)                               | Gewonnen    | BTS                                                                                 | [ 76 ]          |
| Genie Music Awards                        | 2019 | Top Artist                                             | Gewonnen    | BTS                                                                                 | [ 76 ]          |
| Genie Music Awards                        | 2019 | Top Video                                              | Gewonnen    | BTS                                                                                 | [ 76 ]          |
| Genie Music Awards                        | 2019 | The Best-Selling Artist                                | Nominiert   | BTS                                                                                 | [ 77 ]          |
| Genie Music Awards                        | 2019 | The Top Music                                          | Nominiert   | BTS                                                                                 | [ 77 ]          |
| Genie Music Awards                        | 2020 | Album of the Year                                      | Gewonnen    | Map of the Soul: 7                                                                  | [ 78 ]          |
| Genie Music Awards                        | 2020 | Best Single – Dance                                    | Gewonnen    | Dynamite                                                                            | [ 79 ]          |
| Genie Music Awards                        | 2020 | Artist of the Year                                     | Nominiert   | BTS                                                                                 | [ 80 ]          |
| Golden Disk Awards                        | 2014 | Rookie of the Year                                     | Gewonnen    | BTS                                                                                 | [ 81 ]          |
| Golden Disk Awards                        | 2015 | Disc Bonsang                                           | Gewonnen    | Dark & Wild                                                                         | [ 82 ]          |
| Golden Disk Awards                        | 2015 | Disc Daesang                                           | Shortlisted | Dark & Wild                                                                         | [ 82 ]          |
| Golden Disk Awards                        | 2016 | Disc Bonsang                                           | Gewonnen    | The Most Beautiful Moment in Life, Pt. 1                                            | [ 83 ]          |
| Golden Disk Awards                        | 2016 | Disc Daesang                                           | Shortlisted | The Most Beautiful Moment in Life, Pt. 1                                            | [ 83 ]          |
| Golden Disk Awards                        | 2016 | Global Popularity Award                                | Nominiert   | BTS                                                                                 | [ 84 ]          |
| Golden Disk Awards                        | 2017 | Disc Bonsang                                           | Gewonnen    | Wings                                                                               | [ 85 ]          |
| Golden Disk Awards                        | 2017 | Global K-Pop Artist Award                              | Gewonnen    | BTS                                                                                 | [ 85 ]          |
| Golden Disk Awards                        | 2017 | Asia Popularity Award                                  | Nominiert   | BTS                                                                                 | [ 86 ]          |
| Golden Disk Awards                        | 2017 | Disc Daesang                                           | Shortlisted | Wings                                                                               | [ 85 ]          |
| Golden Disk Awards                        | 2018 | Digital Bonsang                                        | Gewonnen    | Spring Day                                                                          | [ 87 ]          |
| Golden Disk Awards                        | 2018 | Disc Bonsang                                           | Gewonnen    | Love Yourself: Her                                                                  | [ 87 ]          |
| Golden Disk Awards                        | 2018 | Disc Daesang                                           | Gewonnen    | Love Yourself: Her                                                                  | [ 87 ]          |
| Golden Disk Awards                        | 2018 | Digital Daesang                                        | Shortlisted | Spring Day                                                                          | [ 88 ]          |
| Golden Disk Awards                        | 2018 | Global Popularity Award                                | Nominiert   | BTS                                                                                 | [ 89 ]          |
| Golden Disk Awards                        | 2019 | Digital Bonsang                                        | Gewonnen    | Fake Love                                                                           | [ 90 ] [ 91 ]   |
| Golden Disk Awards                        | 2019 | Disc Bonsang                                           | Gewonnen    | Love Yourself: Answer                                                               | [ 90 ] [ 91 ]   |
| Golden Disk Awards                        | 2019 | Disc Daesang                                           | Gewonnen    | Love Yourself: Answer                                                               | [ 90 ] [ 91 ]   |
| Golden Disk Awards                        | 2019 | Global V Live Best Artist Award                        | Gewonnen    | BTS                                                                                 | [ 90 ]          |
| Golden Disk Awards                        | 2019 | Most Popular K-pop Star                                | Gewonnen    | BTS                                                                                 | [ 90 ]          |
| Golden Disk Awards                        | 2019 | Popularity Award                                       | Gewonnen    | BTS                                                                                 | [ 90 ]          |
| Golden Disk Awards                        | 2019 | Digital Daesang                                        | Shortlisted | Fake Love                                                                           | [ 90 ]          |
| Golden Disk Awards                        | 2020 | Digital Bonsang                                        | Gewonnen    | Boy with Luv                                                                        | [ 92 ]          |
| Golden Disk Awards                        | 2020 | Digital Daesang                                        | Gewonnen    | Boy with Luv                                                                        | [ 92 ]          |
| Golden Disk Awards                        | 2020 | Disc Bonsang                                           | Gewonnen    | Map of the Soul: Persona                                                            | [ 92 ]          |
| Golden Disk Awards                        | 2020 | Disc Daesang                                           | Gewonnen    | Map of the Soul: Persona                                                            | [ 92 ]          |
| Golden Disk Awards                        | 2020 | Fans' Choice K-pop Star Award                          | Gewonnen    | BTS                                                                                 | [ 92 ]          |
| Golden Disk Awards                        | 2020 | Popularity Award                                       | Gewonnen    | BTS                                                                                 | [ 92 ]          |
| Golden Disk Awards                        | 2021 | Album of the Year (Daesang)                            | Gewonnen    | Map of the Soul: 7                                                                  | [ 93 ]          |
| Golden Disk Awards                        | 2021 | Best Album (Bonsang)                                   | Gewonnen    | Map of the Soul: 7                                                                  | [ 93 ]          |
| Golden Disk Awards                        | 2021 | Best Digital Song (Bonsang)                            | Gewonnen    | Dynamite                                                                            | [ 93 ]          |
| Golden Disk Awards                        | 2021 | Most Popular Artist Award                              | Gewonnen    | BTS                                                                                 | [ 93 ]          |
| Golden Disk Awards                        | 2021 | Digital Daesang                                        | Shortlisted | Dynamite                                                                            | [ 94 ]          |
| Golden Disk Awards                        | 2021 | Fans' Choice K-pop Star Award                          | Nominiert   | BTS                                                                                 | [ 95 ]          |
| Golden Disk Awards                        | 2022 | Album of the Year (Daesang)                            | Gewonnen    | Be                                                                                  | [ 96 ]          |
| Golden Disk Awards                        | 2022 | Best Album (Bonsang)                                   | Gewonnen    | Be                                                                                  | [ 96 ]          |
| Golden Disk Awards                        | 2022 | Best Digital Song (Bonsang)                            | Gewonnen    | Butter                                                                              | [ 96 ]          |
| Golden Disk Awards                        | 2022 | Most Popular Artist Award                              | Gewonnen    | BTS                                                                                 | [ 96 ]          |
| Golden Disk Awards                        | 2023 | Best Album (Bonsang)                                   | Gewonnen    | Proof                                                                               |                 |
| Golden Disk Awards                        | 2023 | TikTok Most Popular Artist                             | Gewonnen    | BTS                                                                                 |                 |
| Golden Disk Awards                        | 2023 | Album of the Year (Daesang)                            | Gewonnen    | Proof                                                                               |                 |
| Grammy Awards                             | 2021 | Best Pop Duo/Group Performance                         | Nominiert   | Dynamite                                                                            | [ 97 ]          |
| Grammy Awards                             | 2022 | Best Pop Duo/Group Performance                         | Nominiert   | Butter                                                                              | [ 98 ]          |
| Grammy Awards                             | 2023 | Album of the Year                                      | Nominiert   | Music of the Spheres                                                                |                 |
| Grammy Awards                             | 2023 | Best Music Video                                       | Nominiert   | Yet To Come                                                                         |                 |
| Grammy Awards                             | 2023 | Best Pop Duo/Group Performance                         | Nominiert   | My Universe                                                                         |                 |
| iF Product Design Awards                  | 2018 | Corporate Identity and Branding Award                  | Gewonnen    | BTS                                                                                 | [ 99 ]          |
| IFPI Awards                               | 2020 | Global Album All Format Album Award                    | Gewonnen    | Map of the Soul: 7                                                                  | [ 100 ]         |
| IFPI Awards                               | 2020 | Global Album Sales Award                               | Gewonnen    | Map of the Soul: 7                                                                  | [ 101 ]         |
| IFPI Awards                               | 2020 | Global Recording Artist of 2020                        | Gewonnen    | BTS                                                                                 | [ 102 ]         |
| IFPI Awards                               | 2021 | Global Recording Artist of 2021                        | Gewonnen    | BTS                                                                                 | [ 103 ]         |
| iHeartRadio MMVAs                         | 2018 | Fan Fave Duo or Group                                  | Gewonnen    | BTS                                                                                 | [ 104 ]         |
| iHeartRadio Music Awards                  | 2018 | Best Boy Band                                          | Gewonnen    | BTS                                                                                 | [ 105 ]         |
| iHeartRadio Music Awards                  | 2018 | Best Fan Army                                          | Gewonnen    | BTS                                                                                 | [ 105 ]         |
| iHeartRadio Music Awards                  | 2019 | Best Fan Army                                          | Gewonnen    | BTS                                                                                 | [ 106 ]         |
| iHeartRadio Music Awards                  | 2020 | Best Fan Army                                          | Gewonnen    | BTS                                                                                 | [ 107 ]         |
| iHeartRadio Music Awards                  | 2020 | Best Music Video                                       | Gewonnen    | Boy with Luv                                                                        | [ 107 ]         |
| iHeartRadio Music Awards                  | 2021 | Best Fan Army                                          | Gewonnen    | BTS                                                                                 | [ 108 ]         |
| iHeartRadio Music Awards                  | 2021 | Best Music Video                                       | Gewonnen    | Dynamite                                                                            | [ 108 ]         |
| iHeartRadio Music Awards                  | 2021 | Favorite Music Video Choreography                      | Gewonnen    | Dynamite                                                                            | [ 108 ]         |
| iHeartRadio Music Awards                  | 2021 | Best Duo/Group of the Year                             | Nominiert   | BTS                                                                                 | [ 109 ]         |
| iHeartRadio Music Awards                  | 2022 | Best Duo/Group of the Year                             | Nominiert   | BTS                                                                                 | [ 110 ]         |
| iHeartRadio Music Awards                  | 2022 | Best Fan Army                                          | Gewonnen    | BTS                                                                                 | [ 110 ]         |
| iHeartRadio Music Awards                  | 2022 | Best Music Video                                       | Gewonnen    | Butter                                                                              | [ 110 ]         |
| iHeartRadio Music Awards                  | 2023 | Best Music Video                                       | Gewonnen    | Yet To Come                                                                         | [ 111 ]         |
| iHeartRadio Music Awards                  | 2023 | Best Fan Army                                          | Gewonnen    | BTS                                                                                 | [ 111 ]         |
| iHeartRadio Music Awards                  | 2024 | Best Fan Army                                          | Gewonnen    | BTS                                                                                 | [ 112 ]         |
| Japan Gold Disc Awards                    | 2015 | Best 3 New Artists (Asia)                              | Gewonnen    | BTS                                                                                 | [ 113 ]         |
| Japan Gold Disc Awards                    | 2015 | New Artist of the Year (Asia)                          | Gewonnen    | BTS                                                                                 | [ 113 ]         |
| Japan Gold Disc Awards                    | 2017 | Best 3 Albums (Asia)                                   | Gewonnen    | Youth                                                                               | [ 114 ]         |
| Japan Gold Disc Awards                    | 2019 | Album of the Year (Asia)                               | Gewonnen    | Face Yourself                                                                       | [ 115 ]         |
| Japan Gold Disc Awards                    | 2019 | Best 3 Albums (Asia)                                   | Gewonnen    | Face Yourself                                                                       | [ 115 ]         |
| Japan Gold Disc Awards                    | 2019 | Best 3 Albums (Asia)                                   | Gewonnen    | Love Yourself: Answer                                                               | [ 115 ]         |
| Japan Gold Disc Awards                    | 2019 | Best Asian Artist                                      | Gewonnen    | BTS                                                                                 | [ 115 ]         |
| Japan Gold Disc Awards                    | 2019 | Best Music Video Recording (Asia)                      | Gewonnen    | 2017 BTS Live Trilogy Episode III: The Wings Tour ~Special Edition~ at Kyocera Dome | [ 115 ]         |
| Japan Gold Disc Awards                    | 2020 | Best 5 Singles                                         | Gewonnen    | Lights/Boy with Luv                                                                 | [ 116 ]         |
| Japan Gold Disc Awards                    | 2020 | Best Asian Artist                                      | Gewonnen    | BTS                                                                                 | [ 116 ]         |
| Japan Gold Disc Awards                    | 2020 | Best Music Video (Asia)                                | Gewonnen    | BTS World Tour: Love Yourself (Japan Edition)                                       | [ 116 ]         |
| Japan Gold Disc Awards                    | 2020 | Song of the Year by Download (Asia)                    | Gewonnen    | Lights                                                                              | [ 116 ]         |
| Japan Gold Disc Awards                    | 2021 | Album of the Year (Asia)                               | Gewonnen    | Map of the Soul: 7 – The Journey                                                    | [ 117 ]         |
| Japan Gold Disc Awards                    | 2021 | Best 3 Albums (Asia)                                   | Gewonnen    | Map of the Soul: 7                                                                  | [ 117 ]         |
| Japan Gold Disc Awards                    | 2021 | Best 3 Albums (Asia)                                   | Gewonnen    | Map of the Soul: 7 – The Journey                                                    | [ 117 ]         |
| Japan Gold Disc Awards                    | 2021 | Best 5 Songs by Streaming                              | Gewonnen    | Dynamite                                                                            | [ 117 ]         |
| Japan Gold Disc Awards                    | 2021 | Best Artist (Asia)                                     | Gewonnen    | BTS                                                                                 | [ 117 ]         |
| Japan Gold Disc Awards                    | 2021 | Music Video of the Year (Asia)                         | Gewonnen    | BTS World Tour Love Yourself: Speak Yourself (Japan Edition)                        | [ 117 ]         |
| Japan Gold Disc Awards                    | 2021 | Song of the Year by Download (Asia)                    | Gewonnen    | Dynamite                                                                            | [ 117 ]         |
| Japan Gold Disc Awards                    | 2021 | Song of the Year by Streaming (Asia)                   | Gewonnen    | Dynamite                                                                            | [ 117 ]         |
| Japan Gold Disc Awards                    | 2022 | Album of the Year (Asia)                               | Gewonnen    | BTS, the Best                                                                       | [ 118 ]         |
| Japan Gold Disc Awards                    | 2022 | Best 3 Albums (Asia)                                   | Gewonnen    | BTS, the Best                                                                       | [ 118 ]         |
| Japan Gold Disc Awards                    | 2022 | Best 5 Songs by Download                               | Gewonnen    | Butter                                                                              | [ 118 ]         |
| Japan Gold Disc Awards                    | 2022 | Best 5 Songs by Streaming                              | Gewonnen    | Butter                                                                              | [ 118 ]         |
| Japan Gold Disc Awards                    | 2022 | Best 5 Songs by Streaming                              | Gewonnen    | Permission to Dance                                                                 | [ 118 ]         |
| Japan Gold Disc Awards                    | 2022 | Best Artist (Asia)                                     | Gewonnen    | BTS                                                                                 | [ 118 ]         |
| Japan Gold Disc Awards                    | 2022 | Music Video of the Year (Asia)                         | Gewonnen    | Map of the Soul ON:E                                                                | [ 118 ]         |
| Japan Gold Disc Awards                    | 2022 | Song of the Year by Download (Asia)                    | Gewonnen    | Butter                                                                              | [ 118 ]         |
| Japan Gold Disc Awards                    | 2022 | Song of the Year by Download (Western Music)           | Gewonnen    | My Universe (with Coldplay)                                                         | [ 118 ]         |
| Japan Gold Disc Awards                    | 2022 | Song of the Year by Streaming (Asia)                   | Gewonnen    | Butter                                                                              | [ 118 ]         |
| Japan Gold Disc Awards                    | 2023 | Song of the Year by Download                           | Gewonnen    | Yet To Come                                                                         |                 |
| Japan Gold Disc Awards                    | 2023 | Best 3 Albums (Asia)                                   | Gewonnen    | Proof                                                                               |                 |
| Japan Gold Disc Awards                    | 2023 | Music Video of the Year (Asia)                         | Gewonnen    | 2021 MUSTER SUWOOZO                                                                 |                 |
| Japan Gold Disc Awards                    | 2023 | Best Artist (Asia)                                     | Gewonnen    | BTS                                                                                 |                 |
| Japan Record Awards                       | 2020 | Special International Music Award                      | Gewonnen    | BTS                                                                                 | [ 119 ]         |
| Japan Record Awards                       | 2021 | Special International Music Award                      | Gewonnen    | BTS                                                                                 | [ 120 ]         |
| KOMCA Awards                              | 2021 | Song of the Year                                       | Gewonnen    | Boy with Luv                                                                        | [ 121 ]         |
| KOMCA Awards                              | 2022 | Song of the Year                                       | Gewonnen    | Dynamite                                                                            | [ 122 ]         |
| Korea First Brand Awards                  | 2019 | Male Idol of the Year                                  | Gewonnen    | BTS                                                                                 | [ 123 ]         |
| Korea First Brand Awards                  | 2020 | Male Idol of the Year                                  | Gewonnen    | BTS                                                                                 | [ 124 ]         |
| Korea First Brand Awards                  | 2021 | Male Idol of the Year                                  | Gewonnen    | BTS                                                                                 | [ 125 ]         |
| Korea Popular Music Awards                | 2018 | Best Album of the Year                                 | Gewonnen    | Love Yourself: Answer                                                               | [ 126 ]         |
| Korea Popular Music Awards                | 2018 | Bonsang Award                                          | Gewonnen    | BTS                                                                                 | [ 126 ]         |
| Korea Popular Music Awards                | 2018 | Best Artist                                            | Nominiert   | BTS                                                                                 | [ 127 ]         |
| Korea Popular Music Awards                | 2018 | Best Digital Song                                      | Nominiert   | Idol                                                                                | [ 127 ]         |
| Korea Popular Music Awards                | 2018 | Popularity Award                                       | Nominiert   | BTS                                                                                 | [ 127 ]         |
| Korean Broadcasting Awards                | 2017 | Artist Award                                           | Gewonnen    | BTS                                                                                 | [ 128 ]         |
| Korean Broadcasting Awards                | 2018 | Artist Award                                           | Gewonnen    | BTS                                                                                 | [ 129 ]         |
| Korean Broadcasting Awards                | 2020 | Artist Award                                           | Gewonnen    | BTS                                                                                 | [ 130 ]         |
| Korean Broadcasting Awards                | 2021 | Best Male Artist                                       | Gewonnen    | BTS                                                                                 | [ 131 ]         |
| Korean Broadcasting Awards                | 2021 | Popularity Award – Singer                              | Gewonnen    | BTS                                                                                 | [ 131 ]         |
| Korean Music Awards                       | 2018 | Musician of the Year                                   | Gewonnen    | BTS                                                                                 | [ 132 ]         |
| Korean Music Awards                       | 2018 | Best Pop Album                                         | Nominiert   | Love Yourself: Her                                                                  | [ 133 ]         |
| Korean Music Awards                       | 2018 | Best Pop Song                                          | Nominiert   | DNA                                                                                 | [ 133 ]         |
| Korean Music Awards                       | 2018 | Song of the Year                                       | Nominiert   | DNA                                                                                 | [ 133 ]         |
| Korean Music Awards                       | 2019 | Best Pop Song                                          | Gewonnen    | Fake Love                                                                           | [ 134 ]         |
| Korean Music Awards                       | 2019 | Musician of the Year                                   | Gewonnen    | BTS                                                                                 | [ 134 ]         |
| Korean Music Awards                       | 2019 | Song of the Year                                       | Gewonnen    | Fake Love                                                                           | [ 134 ]         |
| Korean Music Awards                       | 2019 | Album of the Year                                      | Nominiert   | Love Yourself: Answer                                                               | [ 135 ]         |
| Korean Music Awards                       | 2019 | Best Pop Album                                         | Nominiert   | Love Yourself: Answer                                                               | [ 135 ]         |
| Korean Music Awards                       | 2019 | Best Pop Song                                          | Nominiert   | Idol                                                                                | [ 135 ]         |
| Korean Music Awards                       | 2019 | Song of the Year                                       | Nominiert   | Idol                                                                                | [ 135 ]         |
| Korean Music Awards                       | 2020 | Best Pop Song                                          | Nominiert   | Boy with Luv                                                                        | [ 136 ]         |
| Korean Music Awards                       | 2020 | Musician of the Year                                   | Nominiert   | BTS                                                                                 | [ 136 ]         |
| Korean Music Awards                       | 2020 | Song of the Year                                       | Nominiert   | Boy with Luv                                                                        | [ 136 ]         |
| Korean Music Awards                       | 2021 | Best Pop Song                                          | Gewonnen    | Dynamite                                                                            | [ 137 ]         |
| Korean Music Awards                       | 2021 | Song of the Year                                       | Gewonnen    | Dynamite                                                                            | [ 137 ]         |
| Korean Music Awards                       | 2021 | Album of the Year                                      | Nominiert   | Map of the Soul: 7                                                                  | [ 138 ]         |
| Korean Music Awards                       | 2021 | Best Pop Album                                         | Nominiert   | Map of the Soul: 7                                                                  | [ 138 ]         |
| Korean Music Awards                       | 2021 | Musician of the Year                                   | Nominiert   | BTS                                                                                 | [ 138 ]         |
| Korean Music Awards                       | 2022 | Musician of the Year                                   | Gewonnen    | BTS                                                                                 | [ 139 ]         |
| Korean Music Awards                       | 2022 | Best K-pop Song                                        | Nominiert   | Butter                                                                              | [ 140 ]         |
| Korean Music Awards                       | 2022 | Song of the Year                                       | Nominiert   | Butter                                                                              | [ 140 ]         |
| Korean PD Awards                          | 2021 | Performer Award                                        | Gewonnen    | BTS                                                                                 | [ 141 ]         |
| LOS40 Music Awards                        | 2021 | Best International Act                                 | Nominiert   | BTS                                                                                 | [ 142 ]         |
| LOS40 Music Awards                        | 2021 | Best International Song                                | Nominiert   | Dynamite                                                                            | [ 142 ]         |
| Melon Music Awards                        | 2013 | New Artist of the Year                                 | Gewonnen    | BTS                                                                                 | [ 143 ]         |
| Melon Music Awards                        | 2015 | Best Dance – Male                                      | Gewonnen    | I Need U                                                                            | [ 143 ]         |
| Melon Music Awards                        | 2015 | Top 10 Artists                                         | Nominiert   | BTS                                                                                 | [ 144 ]         |
| Melon Music Awards                        | 2016 | Album of the Year                                      | Gewonnen    | The Most Beautiful Moment in Life: Young Forever                                    | [ 143 ]         |
| Melon Music Awards                        | 2016 | Top 10 Artists                                         | Gewonnen    | BTS                                                                                 | [ 143 ]         |
| Melon Music Awards                        | 2016 | Best Dance – Male                                      | Nominiert   | Fire                                                                                | [ 145 ]         |
| Melon Music Awards                        | 2016 | Kakao Hot Star                                         | Nominiert   | BTS                                                                                 | [ 146 ]         |
| Melon Music Awards                        | 2016 | Netizen Popularity Award                               | Nominiert   | BTS                                                                                 | [ 147 ]         |
| Melon Music Awards                        | 2017 | Best Music Video                                       | Gewonnen    | DNA                                                                                 | [ 143 ]         |
| Melon Music Awards                        | 2017 | Global Artist                                          | Gewonnen    | BTS                                                                                 | [ 143 ]         |
| Melon Music Awards                        | 2017 | Song of the Year                                       | Gewonnen    | Spring Day                                                                          | [ 143 ]         |
| Melon Music Awards                        | 2017 | Top 10 Artists                                         | Gewonnen    | BTS                                                                                 | [ 143 ]         |
| Melon Music Awards                        | 2017 | Album of the Year                                      | Nominiert   | You Never Walk Alone                                                                | [ 148 ]         |
| Melon Music Awards                        | 2017 | Artist of the Year                                     | Nominiert   | BTS                                                                                 | [ 148 ]         |
| Melon Music Awards                        | 2017 | Best Dance – Male                                      | Nominiert   | DNA                                                                                 | [ 148 ]         |
| Melon Music Awards                        | 2017 | Kakao Hot Star Award                                   | Nominiert   | BTS                                                                                 | [ 148 ]         |
| Melon Music Awards                        | 2017 | Netizen Popularity Award                               | Nominiert   | BTS                                                                                 | [ 148 ]         |
| Melon Music Awards                        | 2018 | Album of the Year                                      | Gewonnen    | Love Yourself: Tear                                                                 | [ 143 ]         |
| Melon Music Awards                        | 2018 | Artist of the Year                                     | Gewonnen    | BTS                                                                                 | [ 143 ]         |
| Melon Music Awards                        | 2018 | Best Rap/Hip Hop Song                                  | Gewonnen    | Fake Love                                                                           | [ 143 ]         |
| Melon Music Awards                        | 2018 | Global Artist Award                                    | Gewonnen    | BTS                                                                                 | [ 143 ]         |
| Melon Music Awards                        | 2018 | Kakao Hot Star Award                                   | Gewonnen    | BTS                                                                                 | [ 143 ]         |
| Melon Music Awards                        | 2018 | Netizen Popularity Award                               | Gewonnen    | BTS                                                                                 | [ 143 ]         |
| Melon Music Awards                        | 2018 | Top 10 Artists                                         | Gewonnen    | BTS                                                                                 | [ 143 ]         |
| Melon Music Awards                        | 2018 | Song of the Year                                       | Nominiert   | Fake Love                                                                           | [ 149 ]         |
| Melon Music Awards                        | 2019 | Album of the Year                                      | Gewonnen    | Map of the Soul: Persona                                                            | [ 150 ]         |
| Melon Music Awards                        | 2019 | Artist of the Year                                     | Gewonnen    | BTS                                                                                 | [ 150 ]         |
| Melon Music Awards                        | 2019 | Best Dance – Male                                      | Gewonnen    | Boy with Luv                                                                        | [ 150 ]         |
| Melon Music Awards                        | 2019 | Kakao Hot Star Award                                   | Gewonnen    | BTS                                                                                 | [ 150 ]         |
| Melon Music Awards                        | 2019 | Netizen's Favorite Artist                              | Gewonnen    | BTS                                                                                 | [ 150 ]         |
| Melon Music Awards                        | 2019 | Record of the Year                                     | Gewonnen    | BTS                                                                                 | [ 150 ]         |
| Melon Music Awards                        | 2019 | Song of the Year                                       | Gewonnen    | Boy with Luv                                                                        | [ 150 ]         |
| Melon Music Awards                        | 2019 | Top 10 Artists                                         | Gewonnen    | BTS                                                                                 | [ 151 ]         |
| Melon Music Awards                        | 2020 | Album of the Year                                      | Gewonnen    | 'Map of the Soul: 7                                                                 | [ 152 ]         |
| Melon Music Awards                        | 2020 | Artist of the Year                                     | Gewonnen    | BTS                                                                                 | [ 152 ]         |
| Melon Music Awards                        | 2020 | Best Dance – Male                                      | Gewonnen    | Dynamite                                                                            | [ 152 ]         |
| Melon Music Awards                        | 2020 | Netizen Popularity Award                               | Gewonnen    | BTS                                                                                 | [ 152 ]         |
| Melon Music Awards                        | 2020 | Song of the Year                                       | Gewonnen    | Dynamite                                                                            | [ 152 ]         |
| Melon Music Awards                        | 2020 | Top 10 Artists                                         | Gewonnen    | BTS                                                                                 | [ 152 ]         |
| Melon Music Awards                        | 2020 | Best Pop                                               | Nominiert   | Savage Love (Laxed – Siren Beat) (BTS Remix)                                        | [ 153 ]         |
| Melon Music Awards                        | 2020 | Best Rap/Hip Hop                                       | Nominiert   | On                                                                                  | [ 153 ]         |
| Melon Music Awards                        | 2021 | Song of the Year                                       | Gewonnen    | Butter                                                                              | [ 154 ]         |
| Melon Music Awards                        | 2021 | Top 10 Artists                                         | Gewonnen    | BTS                                                                                 | [ 154 ]         |
| Melon Music Awards                        | 2021 | Best Male Group                                        | Gewonnen    | BTS                                                                                 | [ 154 ]         |
| Melon Music Awards                        | 2021 | Netizen Popularity Award                               | Gewonnen    | BTS                                                                                 | [ 154 ]         |
| Melon Music Awards                        | 2021 | Best Collaboration                                     | Gewonnen    | My Universe (with Coldplay)                                                         | [ 154 ]         |
| Melon Music Awards                        | 2021 | Artist of the Year                                     | Nominiert   | BTS                                                                                 | [ 155 ]         |
| Melon Music Awards                        | 2021 | Album of the Year                                      | Nominiert   | Be                                                                                  | [ 155 ]         |
| Melon Music Awards                        | 2022 | Record of the Year (Daesang)                           | Gewonnen    | BTS                                                                                 | [ 156 ]         |
| Melon Music Awards                        | 2022 | Top 10 (Bonsang)                                       | Gewonnen    | BTS                                                                                 | [ 156 ]         |
| Melon Music Awards                        | 2022 | Best Male Group                                        | Gewonnen    | BTS                                                                                 | [ 156 ]         |
| Melon Music Awards                        | 2022 | KakaoBank Everyone´s Star                              | Gewonnen    | BTS                                                                                 | [ 156 ]         |
| Melon Music Awards                        | 2023 | Best Male Group                                        | Nominiert   | BTS                                                                                 | [ 157 ]         |
| Melon Music Awards                        | 2023 | Favorite Kakao Star                                    | Gewonnen    | BTS                                                                                 | [ 157 ]         |
| Melon Music Awards                        | 2023 | Top 10 Artist                                          | Gewonnen    | BTS                                                                                 | [ 157 ]         |
| Meus Prêmios Nick                         | 2017 | International Show of the Year                         | Gewonnen    | The Wings Tour                                                                      | [ 158 ]         |
| Meus Prêmios Nick                         | 2018 | Best Fandom                                            | Gewonnen    | BTS                                                                                 | [ 159 ]         |
| Meus Prêmios Nick                         | 2019 | Favorite International Artist                          | Gewonnen    | BTS                                                                                 | [ 160 ]         |
| Meus Prêmios Nick                         | 2019 | Favorite International Hit                             | Gewonnen    | Boy with Luv                                                                        | [ 160 ]         |
| Meus Prêmios Nick                         | 2019 | Fandom of the Year                                     | Nominiert   | BTS                                                                                 | [ 160 ]         |
| Meus Prêmios Nick                         | 2020 | Fandom of the Year                                     | Nominiert   | BTS                                                                                 | [ 161 ]         |
| Meus Prêmios Nick                         | 2020 | Favorite International Artist                          | Nominiert   | BTS                                                                                 | [ 161 ]         |
| Meus Prêmios Nick                         | 2021 | Challenge Hits of the Year                             | Gewonnen    | Permission to Dance                                                                 | [ 162 ]         |
| Meus Prêmios Nick                         | 2021 | Fandom of the Year                                     | Gewonnen    | BTS                                                                                 | [ 162 ]         |
| Meus Prêmios Nick                         | 2021 | Favorite International Hit                             | Gewonnen    | Butter                                                                              | [ 162 ]         |
| Meus Prêmios Nick                         | 2021 | Favorite Music Group                                   | Gewonnen    | BTS                                                                                 | [ 162 ]         |
| Meus Prêmios Nick                         | 2021 | Video of the Year                                      | Gewonnen    | Butter                                                                              | [ 162 ]         |
| Mnet Asian Music Awards                   | 2013 | Best New Male Artist                                   | Nominiert   | BTS                                                                                 | [ 163 ]         |
| Mnet Asian Music Awards                   | 2014 | Best Dance Performance – Male Group                    | Nominiert   | Boy in Luv                                                                          | [ 164 ]         |
| Mnet Asian Music Awards                   | 2015 | World Performer                                        | Gewonnen    | BTS                                                                                 | [ 165 ]         |
| Mnet Asian Music Awards                   | 2015 | Best Male Group                                        | Nominiert   | BTS                                                                                 | [ 166 ]         |
| Mnet Asian Music Awards                   | 2015 | Album of the Year                                      | Shortlisted | The Most Beautiful Moment in Life, Pt. 1                                            | [ 167 ]         |
| Mnet Asian Music Awards                   | 2016 | Best Dance Performance – Male Group                    | Gewonnen    | Blood Sweat & Tears                                                                 | [ 168 ]         |
| Mnet Asian Music Awards                   | 2016 | Artist of the Year                                     | Gewonnen    | BTS                                                                                 | [ 168 ]         |
| Mnet Asian Music Awards                   | 2016 | Best Male Group                                        | Nominiert   | BTS                                                                                 | [ 169 ]         |
| Mnet Asian Music Awards                   | 2016 | Best Music Video                                       | Nominiert   | Blood Sweat & Tears                                                                 | [ 170 ]         |
| Mnet Asian Music Awards                   | 2016 | Album of the Year                                      | Shortlisted | Wings                                                                               | [ 171 ]         |
| Mnet Asian Music Awards                   | 2016 | Song of the Year                                       | Nominiert   | Blood Sweat & Tears                                                                 | [ 172 ]         |
| Mnet Asian Music Awards                   | 2016 | iQiyi Worldwide Favorite Artist                        | Nominiert   | BTS                                                                                 | [ 173 ]         |
| Mnet Asian Music Awards                   | 2017 | Best Asian Style in Hong Kong                          | Gewonnen    | BTS                                                                                 | [ 174 ]         |
| Mnet Asian Music Awards                   | 2017 | Artist of the Year                                     | Gewonnen    | BTS                                                                                 | [ 174 ]         |
| Mnet Asian Music Awards                   | 2017 | Best Music Video                                       | Gewonnen    | Spring Day                                                                          | [ 175 ]         |
| Mnet Asian Music Awards                   | 2017 | Best Dance Performance – Male Group                    | Nominiert   | DNA                                                                                 | [ 176 ]         |
| Mnet Asian Music Awards                   | 2017 | Best Male Group                                        | Nominiert   | BTS                                                                                 | [ 176 ]         |
| Mnet Asian Music Awards                   | 2017 | Qoo10 2017 Favorite K-Pop Star                         | Nominiert   | BTS                                                                                 | [ 177 ]         |
| Mnet Asian Music Awards                   | 2017 | Mwave Global Fans' Choice                              | Nominiert   | DNA                                                                                 | [ 178 ]         |
| Mnet Asian Music Awards                   | 2017 | Album of the Year                                      | Shortlisted | Love Yourself: Her                                                                  | [ 179 ]         |
| Mnet Asian Music Awards                   | 2017 | Song of the Year                                       | Shortlisted | DNA                                                                                 | [ 180 ]         |
| Mnet Asian Music Awards                   | 2018 | Album of the Year                                      | Gewonnen    | Love Yourself: Tear                                                                 | [ 181 ]         |
| Mnet Asian Music Awards                   | 2018 | Artist of the Year                                     | Gewonnen    | BTS                                                                                 | [ 181 ]         |
| Mnet Asian Music Awards                   | 2018 | Best Asian Style                                       | Gewonnen    | BTS                                                                                 | [ 181 ]         |
| Mnet Asian Music Awards                   | 2018 | Favorite Dance Artist (Male)                           | Gewonnen    | BTS                                                                                 | [ 181 ]         |
| Mnet Asian Music Awards                   | 2018 | Favorite Music Video                                   | Gewonnen    | Idol                                                                                | [ 181 ]         |
| Mnet Asian Music Awards                   | 2018 | Best Music Video                                       | Gewonnen    | Idol                                                                                | [ 181 ]         |
| Mnet Asian Music Awards                   | 2018 | Mwave Global Fans' Choice                              | Gewonnen    | Fake Love                                                                           | [ 181 ]         |
| Mnet Asian Music Awards                   | 2018 | Worldwide Fans' Choice Top 10                          | Gewonnen    | BTS                                                                                 | [ 181 ]         |
| Mnet Asian Music Awards                   | 2018 | Worldwide Icon of the Year                             | Gewonnen    | BTS                                                                                 | [ 181 ]         |
| Mnet Asian Music Awards                   | 2018 | Best Dance Performance – Male Group                    | Nominiert   | Fake Love                                                                           | [ 182 ]         |
| Mnet Asian Music Awards                   | 2018 | Song of the Year                                       | Nominiert   | Fake Love                                                                           | [ 182 ]         |
| Mnet Asian Music Awards                   | 2018 | Best Male Group                                        | Nominiert   | BTS                                                                                 | [ 182 ]         |
| Mnet Asian Music Awards                   | 2019 | Album of the Year                                      | Gewonnen    | Map of the Soul: Persona                                                            | [ 183 ]         |
| Mnet Asian Music Awards                   | 2019 | Artist of the Year                                     | Gewonnen    | BTS                                                                                 | [ 183 ]         |
| Mnet Asian Music Awards                   | 2019 | Best Dance Performance – Male Group                    | Gewonnen    | BTS                                                                                 | [ 183 ]         |
| Mnet Asian Music Awards                   | 2019 | Best Male Group                                        | Gewonnen    | BTS                                                                                 | [ 183 ]         |
| Mnet Asian Music Awards                   | 2019 | Best Music Video                                       | Gewonnen    | BTS                                                                                 | [ 183 ]         |
| Mnet Asian Music Awards                   | 2019 | Qoo10 Favorite Male Artist                             | Gewonnen    | BTS                                                                                 | [ 183 ]         |
| Mnet Asian Music Awards                   | 2019 | Song of the Year                                       | Gewonnen    | Boy with Luv                                                                        | [ 183 ]         |
| Mnet Asian Music Awards                   | 2019 | Worldwide Fans Choice                                  | Gewonnen    | BTS                                                                                 | [ 183 ]         |
| Mnet Asian Music Awards                   | 2019 | Worldwide Icon of the Year                             | Gewonnen    | BTS                                                                                 | [ 183 ]         |
| Mnet Asian Music Awards                   | 2020 | 2020 Visionary                                         | Gewonnen    | BTS                                                                                 | [ 184 ]         |
| Mnet Asian Music Awards                   | 2020 | Album of the Year                                      | Gewonnen    | Map of the Soul: 7                                                                  | [ 185 ]         |
| Mnet Asian Music Awards                   | 2020 | Artist of the Year                                     | Gewonnen    | BTS                                                                                 | [ 185 ]         |
| Mnet Asian Music Awards                   | 2020 | Best Male Group                                        | Gewonnen    | BTS                                                                                 | [ 185 ]         |
| Mnet Asian Music Awards                   | 2020 | Best Dance Performance – Male Group                    | Gewonnen    | Dynamite                                                                            | [ 185 ]         |
| Mnet Asian Music Awards                   | 2020 | Best Music Video                                       | Gewonnen    | Dynamite                                                                            | [ 185 ]         |
| Mnet Asian Music Awards                   | 2020 | Song of the Year                                       | Gewonnen    | Dynamite                                                                            | [ 185 ]         |
| Mnet Asian Music Awards                   | 2020 | Worldwide Fans Choice Top 10                           | Gewonnen    | BTS                                                                                 | [ 185 ]         |
| Mnet Asian Music Awards                   | 2020 | Worldwide Icon of the Year                             | Gewonnen    | BTS                                                                                 | [ 185 ]         |
| Mnet Asian Music Awards                   | 2021 | 2020 Visionary                                         | Gewonnen    | BTS                                                                                 | [ 186 ]         |
| Mnet Asian Music Awards                   | 2021 | Album of the Year                                      | Gewonnen    | Be                                                                                  | [ 187 ]         |
| Mnet Asian Music Awards                   | 2021 | Artist of the Year                                     | Gewonnen    | BTS                                                                                 | [ 187 ]         |
| Mnet Asian Music Awards                   | 2021 | Best Dance Performance – Male Group                    | Gewonnen    | Butter                                                                              | [ 187 ]         |
| Mnet Asian Music Awards                   | 2021 | Best Male Group                                        | Gewonnen    | BTS                                                                                 | [ 187 ]         |
| Mnet Asian Music Awards                   | 2021 | Song of the Year                                       | Gewonnen    | Butter                                                                              | [ 187 ]         |
| Mnet Asian Music Awards                   | 2021 | Best Music Video                                       | Gewonnen    | Butter                                                                              | [ 187 ]         |
| Mnet Asian Music Awards                   | 2021 | TikTok Favorite Moment                                 | Gewonnen    | BTS                                                                                 | [ 187 ]         |
| Mnet Asian Music Awards                   | 2021 | Worldwide Fans Choice Top 10                           | Gewonnen    | BTS                                                                                 | [ 187 ]         |
| Mnet Asian Music Awards                   | 2021 | Worldwide Icon of the Year                             | Gewonnen    | BTS                                                                                 | [ 187 ]         |
| Mnet Asian Music Awards                   | 2021 | Best Collaboration                                     | Nominiert   | My Universe (with Coldplay)                                                         | [ 188 ]         |
| Mnet Asian Music Awards                   | 2021 | Song of the Year                                       | Nominiert   | My Universe (with Coldplay)                                                         | [ 188 ]         |
| Mnet Asian Music Awards                   | 2022 | Worldwide Icon of the Year (Daesang)                   | Gewonnen    | BTS                                                                                 |                 |
| Mnet Asian Music Awards                   | 2022 | Worldwide Fan´s Choice (Bonsang)                       | Gewonnen    | BTS                                                                                 |                 |
| Mnet Asian Music Awards                   | 2022 | Artist of the Year (Daesang)                           | Gewonnen    | BTS                                                                                 |                 |
| Mnet Asian Music Awards                   | 2022 | Album of the Year (Daesang)                            | Gewonnen    | Proof                                                                               |                 |
| Mnet Asian Music Awards                   | 2022 | Best Male Group                                        | Gewonnen    |                                                                                     |                 |
| Mnet Asian Music Awards                   | 2022 | MAMA Platinum Award                                    | Gewonnen    |                                                                                     |                 |
| Mnet Asian Music Awards                   | 2023 | Best OST                                               | Gewonnen    | The Planet                                                                          | [ 189 ]         |
| Mnet Asian Music Awards                   | 2023 | Song of the Year                                       | Nominiert   | The Planet                                                                          | [ 189 ]         |
| Mnet Asian Music Awards                   | 2023 | Song of the Year                                       | Nominiert   | Take Two                                                                            | [ 189 ]         |
| Mnet Asian Music Awards                   | 2023 | Best Vocal Performance Group                           | Nominiert   | Take Two                                                                            | [ 189 ]         |
| Mnet Asian Music Awards                   | 2023 | World Icon of the Year (Daesang)                       | Gewonnen    | BTS                                                                                 | [ 189 ]         |
| Mnet Asian Music Awards                   | 2023 | World Fans Choice (Bonsang)                            | Gewonnen    | BTS                                                                                 | [ 189 ]         |
| MTV Europe Music Awards                   | 2014 | Best Korean Act                                        | Nominiert   | BTS                                                                                 | [ 190 ]         |
| MTV Europe Music Awards                   | 2015 | Best Korean Act                                        | Gewonnen    | BTS                                                                                 | [ 191 ]         |
| MTV Europe Music Awards                   | 2015 | Best Worldwide Act: Asia                               | Nominiert   | BTS                                                                                 | [ 191 ]         |
| MTV Europe Music Awards                   | 2018 | Biggest Fans                                           | Gewonnen    | BTS                                                                                 | [ 192 ]         |
| MTV Europe Music Awards                   | 2018 | Best Group                                             | Gewonnen    | BTS                                                                                 | [ 192 ]         |
| MTV Europe Music Awards                   | 2019 | Biggest Fans                                           | Gewonnen    | BTS                                                                                 | [ 193 ]         |
| MTV Europe Music Awards                   | 2019 | Best Group                                             | Gewonnen    | BTS                                                                                 | [ 193 ]         |
| MTV Europe Music Awards                   | 2019 | Best Live                                              | Gewonnen    | BTS                                                                                 | [ 193 ]         |
| MTV Europe Music Awards                   | 2019 | Best Collaboration                                     | Nominiert   | BTS                                                                                 | [ 194 ]         |
| MTV Europe Music Awards                   | 2020 | Biggest Fans                                           | Gewonnen    | BTS                                                                                 | [ 195 ]         |
| MTV Europe Music Awards                   | 2020 | Best Group                                             | Gewonnen    | BTS                                                                                 | [ 195 ]         |
| MTV Europe Music Awards                   | 2020 | Best Song                                              | Gewonnen    | Dynamite                                                                            | [ 195 ]         |
| MTV Europe Music Awards                   | 2020 | Best Virtual Live                                      | Gewonnen    | Bang Bang Con: The Live                                                             | [ 195 ]         |
| MTV Europe Music Awards                   | 2020 | Best Pop                                               | Nominiert   | Dynamite                                                                            | [ 196 ]         |
| MTV Europe Music Awards                   | 2021 | Best Group                                             | Gewonnen    | BTS                                                                                 | [ 197 ]         |
| MTV Europe Music Awards                   | 2021 | Best K-pop                                             | Gewonnen    | BTS                                                                                 | [ 197 ]         |
| MTV Europe Music Awards                   | 2021 | Best Pop                                               | Gewonnen    | BTS                                                                                 | [ 197 ]         |
| MTV Europe Music Awards                   | 2021 | Biggest Fans                                           | Gewonnen    | BTS                                                                                 | [ 197 ]         |
| MTV Millennial Awards                     | 2018 | Fandom of the Year                                     | Gewonnen    | BTS                                                                                 | [ 198 ]         |
| MTV Millennial Awards                     | 2018 | K-Pop Revolution                                       | Gewonnen    | BTS                                                                                 | [ 198 ]         |
| MTV Millennial Awards                     | 2019 | K-Pop Explosion                                        | Gewonnen    | BTS                                                                                 | [ 199 ]         |
| MTV Millennial Awards                     | 2019 | Fandom of the Year                                     | Nominiert   | BTS                                                                                 | [ 200 ]         |
| MTV Millennial Awards                     | 2021 | Fandom of the Year                                     | Gewonnen    | BTS                                                                                 | [ 201 ]         |
| MTV Millennial Awards                     | 2021 | K-Pop Dominion                                         | Gewonnen    | BTS                                                                                 | [ 201 ]         |
| MTV Millennial Awards Brazil              | 2018 | K-Pop Explosion                                        | Gewonnen    | BTS                                                                                 | [ 202 ]         |
| MTV Millennial Awards Brazil              | 2018 | Fandom of the Year                                     | Gewonnen    | BTS                                                                                 | [ 202 ]         |
| MTV Millennial Awards Brazil              | 2019 | K-Pop Explosion                                        | Gewonnen    | BTS                                                                                 | [ 203 ]         |
| MTV Millennial Awards Brazil              | 2019 | Fandom of the Year                                     | Gewonnen    | BTS                                                                                 | [ 203 ]         |
| MTV Millennial Awards Brazil              | 2020 | Fandom of the Year                                     | Gewonnen    | BTS                                                                                 | [ 204 ]         |
| MTV Movie Awards                          | 2021 | Best Music Documentary                                 | Gewonnen    | Break the Silence: The Movie                                                        | [ 205 ]         |
| MTV Video Music Awards                    | 2019 | Best Group                                             | Gewonnen    | BTS                                                                                 | [ 206 ]         |
| MTV Video Music Awards                    | 2019 | Best K-Pop                                             | Gewonnen    | Boy with Luv                                                                        | [ 206 ]         |
| MTV Video Music Awards                    | 2019 | Best Art Direction                                     | Nominiert   | Boy with Luv                                                                        | [ 206 ]         |
| MTV Video Music Awards                    | 2019 | Best Choreography                                      | Nominiert   | Boy with Luv                                                                        | [ 206 ]         |
| MTV Video Music Awards                    | 2019 | Best Collaboration                                     | Nominiert   | Boy with Luv                                                                        | [ 206 ]         |
| MTV Video Music Awards                    | 2020 | Best Choreography                                      | Gewonnen    | On                                                                                  | [ 207 ]         |
| MTV Video Music Awards                    | 2020 | Best Group                                             | Gewonnen    | BTS                                                                                 | [ 207 ]         |
| MTV Video Music Awards                    | 2020 | Best K-Pop                                             | Gewonnen    | On                                                                                  | [ 207 ]         |
| MTV Video Music Awards                    | 2020 | Best Pop                                               | Gewonnen    | On                                                                                  | [ 207 ]         |
| MTV Video Music Awards                    | 2021 | Best K-Pop                                             | Gewonnen    | Butter                                                                              | [ 208 ]         |
| MTV Video Music Awards                    | 2021 | Song of Summer                                         | Gewonnen    | Butter                                                                              | [ 208 ]         |
| MTV Video Music Awards                    | 2021 | Group of the Year                                      | Gewonnen    | BTS                                                                                 | [ 208 ]         |
| MTV Video Music Awards                    | 2021 | Song of the Year                                       | Nominiert   | Dynamite                                                                            | [ 208 ]         |
| MTV Video Music Awards                    | 2021 | Best Pop                                               | Nominiert   | Butter                                                                              | [ 208 ]         |
| MTV Video Music Awards                    | 2021 | Best Choreography                                      | Nominiert   | Butter                                                                              | [ 208 ]         |
| MTV Video Music Awards                    | 2021 | Best Editing                                           | Nominiert   | Butter                                                                              | [ 208 ]         |
| MTV Video Music Awards Japan              | 2018 | Best Group Video – International                       | Gewonnen    | Fake Love                                                                           | [ 209 ]         |
| MTV Video Music Awards Japan              | 2019 | Best Buzz Award                                        | Gewonnen    | BTS                                                                                 | [ 210 ]         |
| MTV Video Music Awards Japan              | 2020 | Best Group Video – International                       | Gewonnen    | Dynamite                                                                            | [ 211 ]         |
| MTV Video Music Awards Japan              | 2020 | Best Video of the Year                                 | Nominiert   | Dynamite                                                                            | [ 212 ]         |
| MTV Video Music Awards Japan              | 2021 | Best Collaboration Video                               | Gewonnen    | My Universe (with Coldplay)                                                         | [ 213 ]         |
| MTV Video Music Awards Japan              | 2021 | Best Group Video – International                       | Gewonnen    | Butter                                                                              | [ 213 ]         |
| MTV Video Music Awards Japan              | 2021 | Best Video of the Year                                 | Nominiert   | Butter                                                                              | [ 214 ]         |
| Myx Music Awards                          | 2019 | Favorite International Video                           | Gewonnen    | Fake Love                                                                           | [ 215 ]         |
| Myx Music Awards                          | 2020 | Favorite International Video                           | Gewonnen    | Boy with Luv                                                                        | [ 216 ]         |
| Myx Music Awards                          | 2021 | Favorite International Video                           | Gewonnen    | Dynamite                                                                            | [ 217 ]         |
| Nickelodeon Argentina Kids' Choice Awards | 2017 | Best Fandom                                            | Nominiert   | BTS                                                                                 | [ 218 ]         |
| Nickelodeon Argentina Kids' Choice Awards | 2017 | Favorite International Artist or Group                 | Nominiert   | BTS                                                                                 | [ 218 ]         |
| Nickelodeon Argentina Kids' Choice Awards | 2018 | Best Fandom                                            | Gewonnen    | BTS                                                                                 | [ 219 ]         |
| Nickelodeon Argentina Kids' Choice Awards | 2018 | Favorite International Artist or Group                 | Gewonnen    | BTS                                                                                 | [ 219 ]         |
| Nickelodeon Colombia Kids' Choice Awards  | 2017 | Best Fandom                                            | Nominiert   | BTS                                                                                 | [ 220 ]         |
| Nickelodeon Kids' Choice Awards           | 2018 | Favorite Global Music Star                             | Gewonnen    | BTS                                                                                 | [ 221 ]         |
| Nickelodeon Kids' Choice Awards           | 2020 | Favorite Music Group                                   | Gewonnen    | BTS                                                                                 | [ 222 ]         |
| Nickelodeon Kids' Choice Awards           | 2020 | Favorite Global Music Star                             | Nominiert   | BTS                                                                                 | [ 223 ]         |
| Nickelodeon Kids' Choice Awards           | 2021 | Favorite Global Music Star                             | Gewonnen    | BTS                                                                                 | [ 224 ]         |
| Nickelodeon Kids' Choice Awards           | 2021 | Favorite Music Group                                   | Gewonnen    | BTS                                                                                 | [ 224 ]         |
| Nickelodeon Kids' Choice Awards           | 2021 | Favorite Song                                          | Gewonnen    | Dynamite                                                                            | [ 224 ]         |
| Nickelodeon Kids' Choice Awards           | 2022 | Favorite Global Music Star                             | Ausstehend  | BTS                                                                                 | [ 225 ]         |
| Nickelodeon Kids' Choice Awards           | 2022 | Favorite Music Group                                   | Ausstehend  | BTS                                                                                 | [ 225 ]         |
| Nickelodeon Mexico Kids' Choice Awards    | 2017 | Favorite International Artist or Group                 | Gewonnen    | BTS                                                                                 | [ 226 ]         |
| Nickelodeon Mexico Kids' Choice Awards    | 2017 | Best Fandom                                            | Nominiert   | BTS                                                                                 | [ 227 ]         |
| Nickelodeon Mexico Kids' Choice Awards    | 2018 | Best Fandom                                            | Gewonnen    | BTS                                                                                 | [ 228 ]         |
| Nickelodeon Mexico Kids' Choice Awards    | 2019 | Best Fandom                                            | Gewonnen    | BTS                                                                                 | [ 229 ]         |
| Nickelodeon Mexico Kids' Choice Awards    | 2019 | Favorite International Artist or Group                 | Gewonnen    | BTS                                                                                 | [ 229 ]         |
| Nickelodeon Mexico Kids' Choice Awards    | 2020 | Favorite Fandom                                        | Gewonnen    | BTS                                                                                 | [ 230 ]         |
| Nickelodeon Mexico Kids' Choice Awards    | 2020 | World Hit                                              | Gewonnen    | On                                                                                  | [ 230 ]         |
| Nickelodeon Mexico Kids' Choice Awards    | 2021 | Best Fandom                                            | Gewonnen    | BTS                                                                                 | [ 231 ]         |
| Nickelodeon Mexico Kids' Choice Awards    | 2021 | Best K-Pop                                             | Gewonnen    | BTS                                                                                 | [ 231 ]         |
| Nickelodeon Mexico Kids' Choice Awards    | 2021 | World Hit                                              | Gewonnen    | Butter                                                                              | [ 231 ]         |
| NME Awards                                | 2020 | Music Moment of the Year                               | Gewonnen    | BTS                                                                                 | [ 232 ]         |
| NME Awards                                | 2020 | Best Band in the World                                 | Nominiert   | BTS                                                                                 | [ 233 ]         |
| NME Awards                                | 2020 | Best Collaboration                                     | Nominiert   | Boy with Luv                                                                        | [ 233 ]         |
| NME Awards                                | 2020 | Best Music Film                                        | Nominiert   | Bring the Soul: The Movie                                                           | [ 233 ]         |
| NME Awards                                | 2022 | Best Collaboration                                     | Nominiert   | My Universe (with Coldplay)                                                         | [ 234 ]         |
| NME Awards                                | 2022 | Best Song in the World                                 | Nominiert   | Butter                                                                              | [ 234 ]         |
| NRJ Music Awards                          | 2020 | Best International Group                               | Gewonnen    | BTS                                                                                 | [ 235 ]         |
| NRJ Music Awards                          | 2021 | International Collaboration of the Year                | Gewonnen    | My Universe (with Coldplay)                                                         | [ 236 ]         |
| Premios Odeón                             | 2021 | Odeón International Artist                             | Nominiert   | BTS                                                                                 | [ 237 ]         |
| Proud Korean Awards                       | 2018 | National Prestige Award – Music                        | Gewonnen    | BTS                                                                                 | [ 238 ]         |
| Radio Disney Music Awards                 | 2018 | Best Dance Track                                       | Gewonnen    | Mic Drop                                                                            | [ 239 ]         |
| Radio Disney Music Awards                 | 2018 | Best Music Group                                       | Gewonnen    | BTS                                                                                 | [ 239 ]         |
| Radio Disney Music Awards                 | 2018 | Best Song That Makes You Smile                         | Gewonnen    | DNA                                                                                 | [ 239 ]         |
| Radio Disney Music Awards                 | 2018 | Fiercest Fans                                          | Gewonnen    | BTS                                                                                 | [ 239 ]         |
| Radio Disney Music Awards                 | 2019 | Global Phenom Award                                    | Gewonnen    | BTS                                                                                 | [ 240 ]         |
| Rockbjörnen                               | 2020 | Best Fans                                              | Gewonnen    | BTS                                                                                 | [ 241 ]         |
| Rockbjörnen                               | 2020 | Foreign Song of the Year                               | Gewonnen    | On                                                                                  | [ 241 ]         |
| Rockbjörnen                               | 2021 | Foreign Song of the Year                               | Gewonnen    | Dynamite                                                                            | [ 242 ]         |
| Rockbjörnen                               | 2021 | Best Fans                                              | Nominiert   | BTS                                                                                 | [ 243 ]         |
| Seoul Music Awards                        | 2014 | Best New Artist                                        | Gewonnen    | BTS                                                                                 | [ 244 ]         |
| Seoul Music Awards                        | 2015 | Bonsang Award                                          | Gewonnen    | BTS                                                                                 | [ 245 ]         |
| Seoul Music Awards                        | 2015 | Hallyu Special Award                                   | Nominiert   | BTS                                                                                 | [ 246 ]         |
| Seoul Music Awards                        | 2015 | Popularity Award                                       | Nominiert   | BTS                                                                                 | [ 247 ]         |
| Seoul Music Awards                        | 2016 | Bonsang Award                                          | Gewonnen    | BTS                                                                                 | [ 248 ]         |
| Seoul Music Awards                        | 2016 | Hallyu Special Award                                   | Nominiert   | BTS                                                                                 | [ 249 ]         |
| Seoul Music Awards                        | 2016 | Popularity Award                                       | Nominiert   | BTS                                                                                 | [ 249 ]         |
| Seoul Music Awards                        | 2017 | Album of the Year                                      | Gewonnen    | Wings                                                                               | [ 250 ]         |
| Seoul Music Awards                        | 2017 | Best Male Dance Performance                            | Gewonnen    | BTS                                                                                 | [ 250 ]         |
| Seoul Music Awards                        | 2017 | Best Music Video                                       | Gewonnen    | Blood Sweat & Tears                                                                 | [ 250 ]         |
| Seoul Music Awards                        | 2017 | Bonsang Award                                          | Gewonnen    | BTS                                                                                 | [ 250 ]         |
| Seoul Music Awards                        | 2017 | Artist of the Year                                     | Nominiert   | BTS                                                                                 | [ 251 ]         |
| Seoul Music Awards                        | 2017 | Hallyu Special Award                                   | Nominiert   | BTS                                                                                 | [ 252 ]         |
| Seoul Music Awards                        | 2017 | Popularity Award                                       | Nominiert   | BTS                                                                                 | [ 252 ]         |
| Seoul Music Awards                        | 2018 | Artist of the Year                                     | Gewonnen    | BTS                                                                                 | [ 253 ]         |
| Seoul Music Awards                        | 2018 | Bonsang Award                                          | Gewonnen    | BTS                                                                                 | [ 253 ]         |
| Seoul Music Awards                        | 2018 | Hallyu Special Award                                   | Nominiert   | BTS                                                                                 | [ 254 ]         |
| Seoul Music Awards                        | 2018 | Popularity Award                                       | Nominiert   | BTS                                                                                 | [ 255 ]         |
| Seoul Music Awards                        | 2019 | Album of the Year                                      | Gewonnen    | Love Yourself: Tear                                                                 | [ 256 ]         |
| Seoul Music Awards                        | 2019 | Artist of the Year                                     | Gewonnen    | BTS                                                                                 | [ 256 ]         |
| Seoul Music Awards                        | 2019 | Bonsang Award                                          | Gewonnen    | BTS                                                                                 | [ 256 ]         |
| Seoul Music Awards                        | 2019 | Hallyu Special Award                                   | Nominiert   | BTS                                                                                 | [ 257 ]         |
| Seoul Music Awards                        | 2019 | Popularity Award                                       | Nominiert   | BTS                                                                                 | [ 258 ]         |
| Seoul Music Awards                        | 2020 | Album Daesang                                          | Gewonnen    | Map of the Soul: Persona                                                            | [ 259 ]         |
| Seoul Music Awards                        | 2020 | Bonsang Award                                          | Gewonnen    | Map of the Soul: Persona                                                            | [ 259 ]         |
| Seoul Music Awards                        | 2020 | K-Wave Award                                           | Nominiert   | BTS                                                                                 | [ 260 ]         |
| Seoul Music Awards                        | 2020 | Popularity Award                                       | Nominiert   | BTS                                                                                 | [ 260 ]         |
| Seoul Music Awards                        | 2020 | QQ Music Most Popular K-Pop Artist Award               | Nominiert   | BTS                                                                                 | [ 261 ]         |
| Seoul Music Awards                        | 2021 | Best Album                                             | Gewonnen    | Map of the Soul: 7                                                                  | [ 262 ]         |
| Seoul Music Awards                        | 2021 | Best Song                                              | Gewonnen    | Dynamite                                                                            | [ 262 ]         |
| Seoul Music Awards                        | 2021 | Bonsang Award                                          | Gewonnen    | Map of the Soul: 7                                                                  | [ 262 ]         |
| Seoul Music Awards                        | 2021 | Grand Award (Daesang)                                  | Gewonnen    | BTS                                                                                 | [ 262 ]         |
| Seoul Music Awards                        | 2021 | K-Wave Popularity Award                                | Gewonnen    | BTS                                                                                 | [ 262 ]         |
| Seoul Music Awards                        | 2021 | WhosFandom Award                                       | Gewonnen    | BTS                                                                                 | [ 263 ]         |
| Seoul Music Awards                        | 2021 | Fan PD Artist Award                                    | Nominiert   | BTS                                                                                 | [ 264 ]         |
| Seoul Music Awards                        | 2021 | Popularity Award                                       | Nominiert   | BTS                                                                                 | [ 265 ]         |
| Seoul Music Awards                        | 2022 | Bonsang Award                                          | Gewonnen    | BTS                                                                                 | [ 266 ]         |
| Seoul Music Awards                        | 2022 | World Best Artist                                      | Gewonnen    | BTS                                                                                 | [ 266 ]         |
| Seoul Music Awards                        | 2022 | U+Idol Live Best Artist Award                          | Gewonnen    | BTS                                                                                 | [ 266 ]         |
| Seoul Music Awards                        | 2022 | K-wave Popularity Award                                | Nominiert   | BTS                                                                                 | [ 267 ]         |
| Seoul Music Awards                        | 2022 | Popularity Award                                       | Nominiert   | BTS                                                                                 | [ 267 ]         |
| Shorty Awards                             | 2017 | Best in Music                                          | Gewonnen    | BTS                                                                                 | [ 268 ]         |
| Soompi Awards                             | 2014 | Rookie of the Year                                     | Gewonnen    | BTS                                                                                 | [ 269 ]         |
| Soompi Awards                             | 2015 | Best Choreography                                      | Nominiert   | Danger                                                                              | [ 270 ]         |
| Soompi Awards                             | 2015 | Best Fandom                                            | Nominiert   | BTS                                                                                 | [ 270 ]         |
| Soompi Awards                             | 2016 | Best Choreography                                      | Gewonnen    | Dope                                                                                | [ 271 ]         |
| Soompi Awards                             | 2016 | Best Stage Outfit                                      | Gewonnen    | Dope                                                                                | [ 271 ]         |
| Soompi Awards                             | 2016 | Breakout Artist                                        | Gewonnen    | BTS                                                                                 | [ 271 ]         |
| Soompi Awards                             | 2016 | Album of the Year                                      | Nominiert   | The Most Beautiful Moment in Life, Pt. 1                                            | [ 272 ]         |
| Soompi Awards                             | 2016 | Artist of the Year                                     | Nominiert   | BTS                                                                                 | [ 273 ]         |
| Soompi Awards                             | 2016 | Best Male Group                                        | Nominiert   | BTS                                                                                 | [ 274 ]         |
| Soompi Awards                             | 2016 | Best Music Video                                       | Nominiert   | I Need U                                                                            | [ 272 ]         |
| Soompi Awards                             | 2017 | Album of the Year                                      | Gewonnen    | Wings                                                                               | [ 275 ]         |
| Soompi Awards                             | 2017 | Song of the Year                                       | Gewonnen    | Blood Sweat & Tears                                                                 | [ 275 ]         |
| Soompi Awards                             | 2017 | Fuse Music Video of the Year                           | Nominiert   | Blood Sweat & Tears                                                                 | [ 276 ]         |
| Soompi Awards                             | 2017 | Artist of the Year                                     | Nominiert   | BTS                                                                                 | [ 277 ]         |
| Soompi Awards                             | 2017 | Best Fandom                                            | Nominiert   | BTS                                                                                 | [ 278 ]         |
| Soompi Awards                             | 2017 | Best Male Group                                        | Nominiert   | BTS                                                                                 | [ 278 ]         |
| Soompi Awards                             | 2017 | Best Choreography                                      | Nominiert   | Fire                                                                                | [ 279 ]         |
| Soompi Awards                             | 2018 | Album of the Year                                      | Gewonnen    | You Never Walk Alone                                                                | [ 280 ]         |
| Soompi Awards                             | 2018 | Artist of the Year                                     | Gewonnen    | BTS                                                                                 | [ 280 ]         |
| Soompi Awards                             | 2018 | Best Choreography                                      | Gewonnen    | DNA                                                                                 | [ 280 ]         |
| Soompi Awards                             | 2018 | Fuse Video of the Year                                 | Gewonnen    | DNA                                                                                 | [ 280 ]         |
| Soompi Awards                             | 2018 | Song of the Year                                       | Gewonnen    | DNA                                                                                 | [ 280 ]         |
| Soompi Awards                             | 2018 | Best Collaboration                                     | Gewonnen    | Mic Drop                                                                            | [ 280 ]         |
| Soompi Awards                             | 2018 | Best Male Group                                        | Nominiert   | BTS                                                                                 | [ 281 ]         |
| Soompi Awards                             | 2018 | Twitter Best Fandom                                    | Nominiert   | BTS                                                                                 | [ 281 ]         |
| Soompi Awards                             | 2019 | Album of the Year                                      | Gewonnen    | Love Yourself: Answer                                                               | [ 282 ]         |
| Soompi Awards                             | 2019 | Artist of the Year                                     | Gewonnen    | BTS                                                                                 | [ 282 ]         |
| Soompi Awards                             | 2019 | Best Collaboration                                     | Gewonnen    | Waste It On Me                                                                      | [ 282 ]         |
| Soompi Awards                             | 2019 | Best Male Group                                        | Gewonnen    | BTS                                                                                 | [ 282 ]         |
| Soompi Awards                             | 2019 | Best Web Series                                        | Gewonnen    | Burn the Stage                                                                      | [ 282 ]         |
| Soompi Awards                             | 2019 | Music Video of the Year                                | Gewonnen    | Fake Love                                                                           | [ 282 ]         |
| Soompi Awards                             | 2019 | Song of the Year                                       | Nominiert   | Fake Love                                                                           | [ 283 ]         |
| Soompi Awards                             | 2019 | Latin America Popularity Award                         | Nominiert   | BTS                                                                                 | [ 283 ]         |
| Soompi Awards                             | 2019 | Twitter Best Fandom                                    | Nominiert   | BTS                                                                                 | [ 283 ]         |
| Soribada Best K-Music Awards              | 2017 | Hallyu Star                                            | Gewonnen    | BTS                                                                                 | [ 284 ]         |
| Soribada Best K-Music Awards              | 2017 | Bonsang Award                                          | Nominiert   | BTS                                                                                 | [ 285 ] [ 286 ] |
| Soribada Best K-Music Awards              | 2018 | Bonsang Award                                          | Gewonnen    | BTS                                                                                 | [ 287 ]         |
| Soribada Best K-Music Awards              | 2018 | Daesang Award                                          | Gewonnen    | BTS                                                                                 | [ 287 ]         |
| Soribada Best K-Music Awards              | 2018 | World Social Artist Award                              | Gewonnen    | BTS                                                                                 | [ 288 ]         |
| Soribada Best K-Music Awards              | 2018 | Global Fandom Award                                    | Nominiert   | BTS                                                                                 | [ 289 ]         |
| Soribada Best K-Music Awards              | 2018 | Popularity Award (Male)                                | Nominiert   | BTS                                                                                 | [ 290 ]         |
| Soribada Best K-Music Awards              | 2019 | Bonsang Award                                          | Gewonnen    | BTS                                                                                 | [ 291 ]         |
| Soribada Best K-Music Awards              | 2019 | Daesang Award – Artist of the Year                     | Gewonnen    | BTS                                                                                 | [ 291 ]         |
| Soribada Best K-Music Awards              | 2019 | Popularity Award (Male)                                | Gewonnen    | BTS                                                                                 | [ 291 ]         |
| Soribada Best K-Music Awards              | 2020 | Bonsang Award                                          | Gewonnen    | BTS                                                                                 | [ 292 ]         |
| Soribada Best K-Music Awards              | 2020 | Daesang Award                                          | Gewonnen    | BTS                                                                                 | [ 292 ]         |
| Soribada Best K-Music Awards              | 2020 | Popularity Award (Male)                                | Gewonnen    | BTS                                                                                 | [ 292 ]         |
| Space Shower Music Awards                 | 2021 | Best International Artist                              | Gewonnen    | BTS                                                                                 | [ 293 ]         |
| Space Shower Music Awards                 | 2021 | People's Choice                                        | Gewonnen    | BTS                                                                                 | [ 293 ]         |
| Space Shower Music Awards                 | 2022 | Best International Artist                              | Gewonnen    | BTS                                                                                 | [ 294 ]         |
| Spotify Awards                            | 2020 | Most Listened K-pop Artist (Male)                      | Gewonnen    | BTS                                                                                 | [ 295 ]         |
| Swiss Music Awards                        | 2021 | Best Group International                               | Nominiert   | BTS                                                                                 | [ 296 ]         |
| Teen Choice Awards                        | 2017 | Choice International Artist                            | Gewonnen    | BTS                                                                                 | [ 297 ]         |
| Teen Choice Awards                        | 2018 | Choice Fandom                                          | Gewonnen    | BTS                                                                                 | [ 298 ]         |
| Teen Choice Awards                        | 2018 | Choice International Artist                            | Gewonnen    | BTS                                                                                 | [ 298 ]         |
| Teen Choice Awards                        | 2019 | Choice Collaboration                                   | Gewonnen    | Boy with Luv                                                                        | [ 299 ]         |
| Teen Choice Awards                        | 2019 | Choice Fandom                                          | Gewonnen    | BTS                                                                                 | [ 299 ]         |
| Teen Choice Awards                        | 2019 | Choice International Artist                            | Gewonnen    | BTS                                                                                 | [ 299 ]         |
| Teen Choice Awards                        | 2019 | Choice Summer Tour                                     | Gewonnen    | Love Yourself: Speak Yourself World Tour                                            | [ 299 ]         |
| Telehit Awards                            | 2019 | Best K-pop of the Year                                 | Gewonnen    | BTS                                                                                 | [ 300 ]         |
| Telehit Awards                            | 2019 | Best Video of the Public                               | Nominiert   | Boy with Luv                                                                        | [ 300 ]         |
| UK Music Video Awards                     | 2020 | Best Pop Video – International                         | Nominiert   | On                                                                                  | [ 301 ]         |
| Variety's Hitmakers                       | 2019 | Group of the Year                                      | Gewonnen    | BTS                                                                                 | [ 302 ]         |
| Variety's Hitmakers                       | 2021 | Record of the Year                                     | Gewonnen    | Butter                                                                              | [ 303 ]         |
| V Chart Awards                            | 2014 | Rookie Award                                           | Gewonnen    | BTS                                                                                 | [ 304 ]         |
| V Chart Awards                            | 2017 | Best Stage Performance                                 | Gewonnen    | BTS                                                                                 | [ 305 ]         |
| V Live Awards                             | 2017 | Global Artist Top 10                                   | Gewonnen    | BTS                                                                                 | [ 306 ]         |
| V Live Awards                             | 2018 | Global Artist Top 10                                   | Gewonnen    | BTS                                                                                 | [ 307 ]         |
| V Live Awards                             | 2018 | The Most Hearted Star of Vietnam                       | Gewonnen    | BTS                                                                                 | [ 308 ]         |
| V Live Awards                             | 2019 | Best Artist                                            | Gewonnen    | BTS                                                                                 | [ 309 ]         |
| V Live Awards                             | 2019 | Best Channel                                           | Gewonnen    | BTS                                                                                 | [ 309 ]         |
| V Live Awards                             | 2019 | Best V Original                                        | Gewonnen    | Run BTS!                                                                            | [ 309 ]         |
| V Live Awards                             | 2019 | Video of the Year                                      | Gewonnen    | BTS                                                                                 | [ 309 ]         |
| V Live Awards                             | 2019 | Global Artist Top 12                                   | Gewonnen    | BTS                                                                                 | [ 310 ]         |
| V Live Awards                             | 2019 | The Most Loved Artist                                  | Gewonnen    | BTS                                                                                 | [ 311 ]         |
| The WSJ Innovator Awards                  | 2020 | Music Innovator                                        | Gewonnen    | BTS                                                                                 | [ 312 ]         |

## Staatliche und kulturelle Ehrungen
| Staat oder Organisation | Jahr | Ehrung                                               | Ref.    |
| ----------------------- | ---- | ---------------------------------------------------- | ------- |
| South Korea             | 2016 | Minister of Culture, Sports and Tourism Commendation | [ 313 ] |
| South Korea             | 2017 | Presidential Commendation                            | [ 314 ] |
| South Korea             | 2018 | Hwagwan Order of Cultural Merit (5th class)          | [ 315 ] |
| Asia Society            | 2020 | Game Changer Award                                   | [ 316 ] |
| The Korea Society       | 2020 | James A. Van Fleet Award                             | [ 317 ] |

## Guinness World Records
| Jahr | Weltrekord                                                               | Rekordhalter             | Ref.    |
| ---- | ------------------------------------------------------------------------ | ------------------------ | ------- |
| 2017 | Most viewed music video online in 24 hours by a K-pop group              | DNA                      | [ 318 ] |
| 2017 | Most Twitter engagements (average retweets) overall                      | BTS                      | [ 318 ] |
| 2017 | Most Twitter engagements (average retweets) for a music group            | BTS                      | [ 319 ] |
| 2018 | Most viewed YouTube music video in 24 hours                              | Idol                     | [ 319 ] |
| 2018 | First Korean act to reach No.1 on the Billboard 200 albums chart         | BTS                      | [ 320 ] |
| 2018 | First Korean act to reach No.1 on the Billboard Artist 100               | BTS                      | [ 321 ] |
| 2018 | First K-pop group to reach the Top 10 on the US singles chart            | BTS                      | [ 322 ] |
| 2019 | Most viewed YouTube music video in 24 hours by a K-pop group             | Boy with Luv             | [ 323 ] |
| 2019 | Most viewed YouTube music video in 24 hours                              | Boy with Luv             | [ 323 ] |
| 2019 | Most viewed YouTube video in 24 hours                                    | Boy with Luv             | [ 323 ] |
| 2019 | Best-selling album in South Korea                                        | Map of the Soul: Persona | [ 324 ] |
| 2019 | Fastest to reach one million followers on TikTok                         | BTS                      | [ 325 ] |
| 2020 | Most weeks at No.1 on Billboard Social 50 chart                          | BTS                      | [ 326 ] |
| 2020 | Best-selling album in South Korea                                        | Map of the Soul: 7       | [ 327 ] |
| 2020 | Highest annual earnings for a K-Pop band (current year)                  | BTS                      | [ 328 ] |
| 2020 | Most viewed YouTube music video in 24 hours by a K-pop group             | Dynamite                 | [ 329 ] |
| 2020 | Most viewed YouTube music video in 24 hours                              | Dynamite                 | [ 329 ] |
| 2020 | Most viewed YouTube video in 24 hours                                    | Dynamite                 | [ 329 ] |
| 2020 | Most simultaneous viewers for a music video on YouTube Premieres         | Dynamite                 | [ 330 ] |
| 2020 | Most viewers for the premiere of a video on YouTube                      | Dynamite                 | [ 331 ] |
| 2020 | Most viewers for a music concert live stream on a bespoke platform       | BTS                      | [ 332 ] |
| 2020 | Most "daesang" ("grand prize") awards won at the Mnet Asian Music Awards | BTS                      | [ 333 ] |
| 2021 | Most Nickelodeon Kids' Choice Awards won by a music group                | BTS                      | [ 334 ] |
| 2021 | Hot 100 by a K-pop track                                                 | Dynamite                 | [ 335 ] |
| 2021 | Most weeks at No.1 on Billboard's Digital Song Sales Chart               | Dynamite                 | [ 335 ] |
| 2021 | Most streamed act on Spotify (group)                                     | BTS                      | [ 336 ] |
| 2021 | Most followers on Instagram for a music group                            | BTS                      | [ 337 ] |
| 2021 | Most viewers for the premiere of a video on YouTube                      | Butter                   | [ 338 ] |
| 2021 | Most viewers for the premiere of a music video on YouTube                | Butter                   | [ 338 ] |
| 2021 | Most streamed track on Spotify in the first 24 hours                     | Butter                   | [ 338 ] |
| 2021 | Most viewed YouTube music video in 24 hours                              | Butter                   | [ 338 ] |
| 2021 | Most viewed YouTube music video in 24 hours by a K-pop group             | Butter                   | [ 338 ] |

## Auszeichnungen von Musik Shows

### Inkigayo (SBS)
| Jahr | Song                | Datum         | Ref.    |
| ---- | ------------------- | ------------- | ------- |
| 2016 | Fire                | 15. Mai       | [ 339 ] |
| 2016 | Blood Sweat & Tears | 23. Oktober   | [ 340 ] |
| 2017 | Spring Day          | 25. Februar   | [ 341 ] |
| 2017 | DNA                 | 1. Oktober    | [ 342 ] |
| 2017 | DNA                 | 8. Oktober    | [ 343 ] |
| 2017 | DNA                 | 15. Oktober   | [ 344 ] |
| 2018 | FAKE LOVE           | 27. Mai       | [ 345 ] |
| 2018 | FAKE LOVE           | 3. Juni       | [ 346 ] |
| 2018 | FAKE LOVE           | 10. Juni      | [ 347 ] |
| 2018 | IDOL                | 2. September  | [ 348 ] |
| 2018 | IDOL                | 9. September  | [ 349 ] |
| 2018 | IDOL                | 16. September | [ 350 ] |
| 2019 | Boy With Luv        | 28. April     | [ 351 ] |
| 2019 | Boy With Luv        | 12. Mai       | [ 352 ] |
| 2019 | Boy With Luv        | 19. Mai       | [ 353 ] |

### M Countdown (Mnet)
| Jahr | Song                | Datum         | Ref.    |
| ---- | ------------------- | ------------- | ------- |
| 2015 | I Need U            | 7. Mai        | [ 354 ] |
| 2016 | Fire                | 12. Mai       | [ 355 ] |
| 2016 | Blood Sweat & Tears | 20. Oktober   | [ 356 ] |
| 2017 | Spring Day          | 23. Februar   | [ 357 ] |
| 2017 | DNA                 | 28. September | [ 358 ] |
| 2017 | DNA                 | 5. Oktober    | [ 359 ] |
| 2018 | FAKE LOVE           | 31. Mai       | [ 360 ] |
| 2018 | FAKE LOVE           | 7. Juni       | [ 361 ] |
| 2019 | Boy With Luv        | 25. April     | [ 362 ] |

### Melon Popularity Award
| Jahr | Empfänger           | Datum                                   | Ref.    |
| ---- | ------------------- | --------------------------------------- | ------- |
| 2015 | Run                 | Weekly Popularity Award (7. Dezember)   | [ 363 ] |
| 2016 | Blood Sweat & Tears | Weekly Popularity Award (17. Oktober)   | [ 363 ] |
| 2016 | Blood Sweat & Tears | Weekly Popularity Award (24. Oktober)   | [ 363 ] |
| 2017 | Spring Day          | Weekly Popularity Award (20. Februar)   | [ 363 ] |
| 2017 | DNA                 | Weekly Popularity Award (2. Oktober)    | [ 363 ] |
| 2017 | DNA                 | Weekly Popularity Award (9. Oktober)    | [ 363 ] |
| 2017 | DNA                 | Weekly Popularity Award (16. Oktober)   | [ 363 ] |
| 2017 | DNA                 | Weekly Popularity Award (23. Oktober)   | [ 363 ] |
| 2017 | DNA                 | Weekly Popularity Award (30. Oktober)   | [ 363 ] |
| 2018 | FAKE LOVE           | Weekly Popularity Award (28. Mai)       | [ 363 ] |
| 2018 | FAKE LOVE           | Weekly Popularity Award (4. Juni)       | [ 363 ] |
| 2018 | FAKE LOVE           | Weekly Popularity Award (11. Juni)      | [ 363 ] |
| 2018 | FAKE LOVE           | Weekly Popularity Award (18. Juni)      | [ 363 ] |
| 2018 | FAKE LOVE           | Weekly Popularity Award (25. Juni)      | [ 363 ] |
| 2018 | IDOL                | Weekly Popularity Award (3. September)  | [ 363 ] |
| 2018 | IDOL                | Weekly Popularity Award (10. September) | [ 363 ] |
| 2018 | IDOL                | Weekly Popularity Award (17. September) | [ 363 ] |
| 2018 | IDOL                | Weekly Popularity Award (24. September) | [ 363 ] |
| 2018 | IDOL                | Weekly Popularity Award (1. Oktober)    | [ 363 ] |
| 2018 | I’m Fine            | Weekly Popularity Award (8. Oktober)    | [ 363 ] |

### Music Bank (KBS)
| Jahr | Song                | Datum         | Ref.    |
| ---- | ------------------- | ------------- | ------- |
| 2015 | I Need U            | 8. Mai        | [ 364 ] |
| 2015 | Run                 | 11. Dezember  | [ 365 ] |
| 2016 | Run                 | 8. Januar     | [ 366 ] |
| 2016 | Fire                | 13. Mai       | [ 367 ] |
| 2016 | Blood Sweat & Tears | 21. Oktober   | [ 368 ] |
| 2016 | Blood Sweat & Tears | 28. Oktober   | [ 369 ] |
| 2017 | Spring Day          | 24. Februar   | [ 370 ] |
| 2017 | DNA                 | 29. September | [ 371 ] |
| 2017 | DNA                 | 6. Oktober    | [ 372 ] |
| 2017 | DNA                 | 13. Oktober   | [ 373 ] |
| 2018 | FAKE LOVE           | 25. Mai       | [ 374 ] |
| 2018 | FAKE LOVE           | 1. Juni       | [ 375 ] |
| 2018 | FAKE LOVE           | 8. Juni       | [ 376 ] |
| 2018 | IDOL                | 31. August    | [ 377 ] |
| 2018 | IDOL                | 7. September  | [ 378 ] |
| 2018 | IDOL                | 14. September | [ 379 ] |
| 2019 | Boy With Luv        | 19. April     | [ 380 ] |
| 2019 | Boy With Luv        | 26. April     | [ 381 ] |
| 2019 | Boy With Luv        | 3. Mai        | [ 382 ] |
| 2019 | Boy With Luv        | 17. Mai       | [ 383 ] |
| 2019 | Boy With Luv        | 24. Mai       | [ 384 ] |
| 2019 | Boy With Luv        | 14. Juni      | [ 385 ] |
| 2019 | Boy With Luv        | 21. Juni      | [ 386 ] |

### KBS MV Bank MV Best 5
| Jahr | Empfänger           | Preis                      | Ergebnis  | Ref.    |
| ---- | ------------------- | -------------------------- | --------- | ------- |
| 2016 | FIRE                | Best Music Video Boy Group | Gewonnen  | [ 387 ] |
| 2016 | Blood Sweat & Tears | Best Music Video Boy Group | Nominiert | [ 387 ] |

### KBS World Radio
| Jahr | Empfänger | Preis          | Ergebnis | Ref. |
| ---- | --------- | -------------- | -------- | ---- |
| 2016 | BTS       | Best Boy Group | Gewonnen |      |
| 2016 | FIRE      | Best Song      | Gewonnen |      |

### Music Core (MBC)
| Jahr | Song         | Datum     | Ref.    |
| ---- | ------------ | --------- | ------- |
| 2018 | FAKE LOVE    | 26. Mai   | [ 388 ] |
| 2018 | FAKE LOVE    | 2. Juni   | [ 389 ] |
| 2018 | FAKE LOVE    | 9. Juni   | [ 390 ] |
| 2019 | Boy With Luv | 20. April | [ 391 ] |
| 2019 | Boy With Luv | 27. April | [ 392 ] |
| 2019 | Boy With Luv | 11. Mai   | [ 393 ] |
| 2019 | Boy With Luv | 18. Mai   | [ 394 ] |
| 2019 | Boy With Luv | 25. Mai   | [ 395 ] |
| 2019 | Boy With Luv | 1. Juni   | [ 396 ] |
| 2019 | Boy With Luv | 8. Juni   | [ 397 ] |
| 2019 | Boy With Luv | 15. Juni  | [ 398 ] |
| 2019 | Boy With Luv | 22. Juni  | [ 399 ] |

### MBC Music Show Champion Awards
| Jahr | Empfänger | Preis                       | Ergebnis | Ref.    |
| ---- | --------- | --------------------------- | -------- | ------- |
| 2015 | BTS – Run | Best Performance Male Group | Gewonnen | [ 400 ] |

### Show Champion (MBC)
| Jahr | Song                | Datum         | Ref.    |
| ---- | ------------------- | ------------- | ------- |
| 2015 | I Need U            | 13. Mai       | [ 401 ] |
| 2015 | Run                 | 9. Dezember   | [ 402 ] |
| 2015 | Run                 | 16. Dezember  | [ 403 ] |
| 2016 | Blood Sweat & Tears | 19. Oktober   | [ 404 ] |
| 2017 | Spring Day          | 22. Februar   | [ 405 ] |
| 2017 | DNA                 | 27. September | [ 406 ] |
| 2018 | FAKE LOVE           | 30. Mai       | [ 407 ] |
| 2018 | IDOL                | 5. September  | [ 408 ] |
| 2018 | IDOL                | 12. September | [ 409 ] |
| 2019 | Boy With Luv        | 24. April     | [ 410 ] |

### The Show (SBS)
| Jahr | Song                | Datum         | Ref.    |
| ---- | ------------------- | ------------- | ------- |
| 2015 | I Need U            | 5. Mai        | [ 411 ] |
| 2015 | I Need U            | 12. Mai       | [ 412 ] |
| 2015 | Run                 | 8. Dezember   | [ 413 ] |
| 2016 | Blood Sweat & Tears | 25. Oktober   | [ 414 ] |
| 2017 | DNA                 | 26. September | [ 415 ] |

### SBS MTVBest of the Best
| Jahr | Empfänger | Preis                   | Ergebnis  | Ref.    |
| ---- | --------- | ----------------------- | --------- | ------- |
| 2013 | BTS       | Rookie of the Year      | Nominiert | [ 416 ] |
| 2014 | "Danger"  | Best Music Video (male) | Nominiert | [ 417 ] |

## Andere Auszeichnungen

### A' Design Award and Competition
| Jahr | Empfänger   | Preis                | Ergebnis | Ref.    |
| ---- | ----------- | -------------------- | -------- | ------- |
| 2018 | BTS, Plus X | Iron A' Design Award | Gewonnen | [ 418 ] |

### Arirang TV Pops in Seoul Awards
| Jahr | Empfänger | Preis             | Ergebnis | Ref.    |
| ---- | --------- | ----------------- | -------- | ------- |
| 2014 | BTS       | Rising Star Award | Gewonnen | [ 419 ] |

### Arirang TV Simply K-Pop Awards
| Jahr | Empfänger | Preis                      | Ergebnis | Ref.    |
| ---- | --------- | -------------------------- | -------- | ------- |
| 2015 | BTS       | Best Performance Boy Group | Gewonnen | [ 420 ] |

### Busan One Asia Festival Awards
| Jahr | Empfänger | Preis                   | Ergebnis | Ref.    |
| ---- | --------- | ----------------------- | -------- | ------- |
| 2017 | BTS       | Global Trend Star Award | Gewonnen | [ 421 ] |

### Cable TV Broadcast Awards
| Jahr | Empfänger | Preis                        | Ergebnis | Ref.    |
| ---- | --------- | ---------------------------- | -------- | ------- |
| 2015 | BTS       | Hallyu Star Popularity Award | Gewonnen | [ 422 ] |

### CJ E&M America Awards
| Jahr | Empfänger | Preis          | Ergebnis | Ref.    |
| ---- | --------- | -------------- | -------- | ------- |
| 2016 | BTS       | Best Male Idol | Gewonnen | [ 423 ] |

### Hanteo Awards
| Jahr | Empfänger          | Preis        | Ergebnis | Ref.    |
| ---- | ------------------ | ------------ | -------- | ------- |
| 2016 | Wings              | Album Award  | Gewonnen | [ 424 ] |
| 2017 | BTS                | Singer Award | Gewonnen | [ 425 ] |
| 2017 | Love Yourself: Her | Album Award  | Gewonnen | [ 425 ] |

### Kazz Awards
Die Kazz Awards sind eine jährliche Preisverleihung in Thailand.
| Jahr | Empfänger                                                    | Preis                                             | Ergebnis  | Ref.    |
| ---- | ------------------------------------------------------------ | ------------------------------------------------- | --------- | ------- |
| 2017 | 2016 BTS LIVE 花樣年華 on stage:epilogue>in Bangkok          | The Best Asian Concert and Fan Meeting Award 2017 | Nominiert | [ 426 ] |
| 2018 | 2017 BTS Live Trilogy Episode III: The Wings Tour in Bangkok | The Best Asian Concert Award 2018                 | Nominiert | [ 427 ] |

### Korean Consumer Forum's Brand of the Year Awards
| Jahr | Empfänger | Preis              | Ergebnis | Ref.    |
| ---- | --------- | ------------------ | -------- | ------- |
| 2017 | BTS       | Singer of the Year | Gewonnen | [ 428 ] |

### Korea Green Foundation
| Jahr | Empfänger | Preis                                      | Ergebnis | Ref.    |
| ---- | --------- | ------------------------------------------ | -------- | ------- |
| 2018 | BTS       | People Who Made The World Brighter in 2018 | Gewonnen | [ 429 ] |

### Mp3 Music Awards
| Jahr | Empfänger    | Preis                          | Ergebnis  | Ref.    |
| ---- | ------------ | ------------------------------ | --------- | ------- |
| 2014 | "Boy In Luv" | The BAM Award-Best Asian Music | Nominiert | [ 430 ] |

### The Hall Of Stars Awards
| Jahr | Empfänger | Preis                   | Ergebnis | Ref.    |
| ---- | --------- | ----------------------- | -------- | ------- |
| 2018 | BTS       | Best Fandom (Spain)     | Gewonnen | [ 431 ] |
| 2018 | BTS       | Best Fandom (Worldwide) | Gewonnen | [ 431 ] |